# Orangerieschloss (Potsdam)

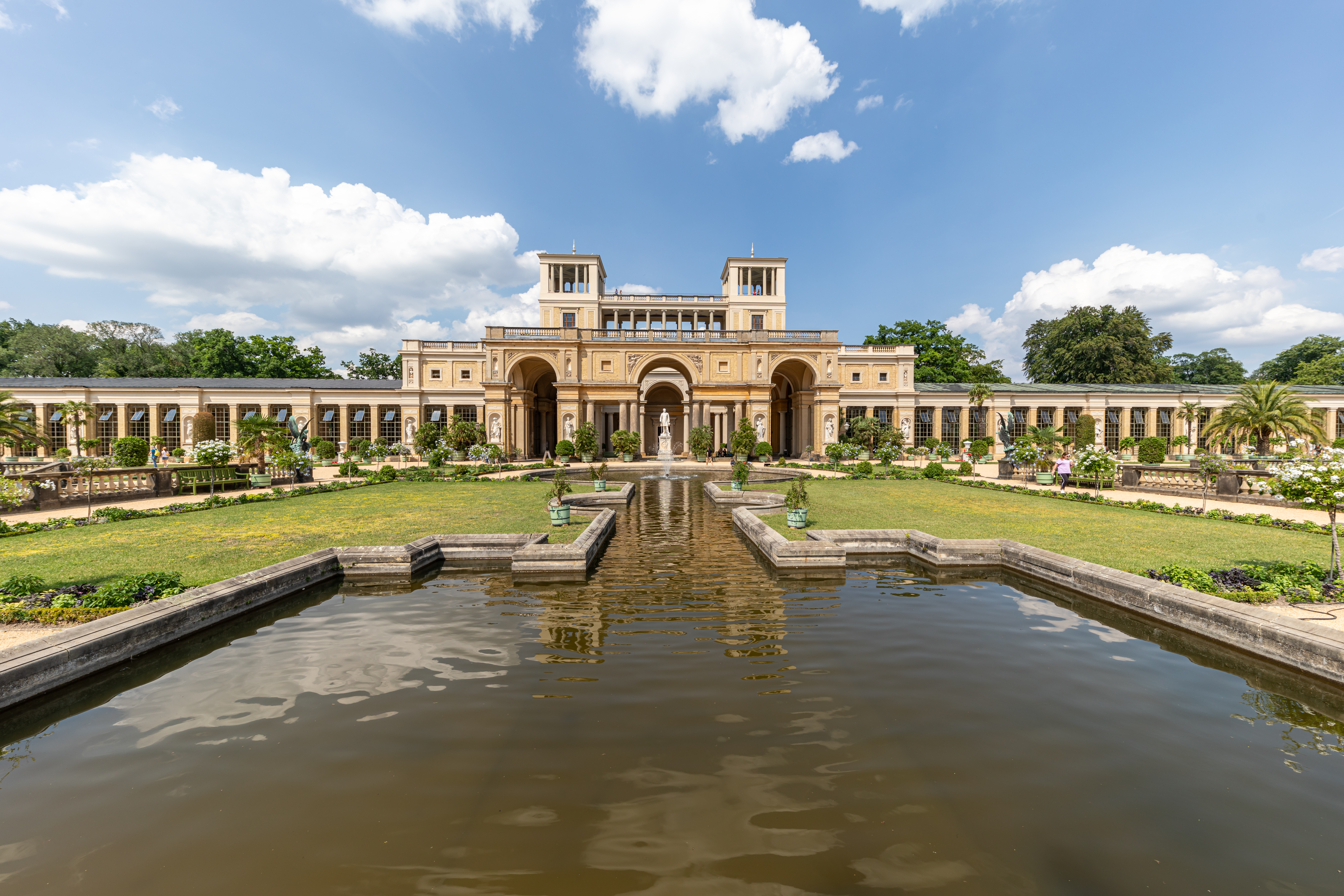
Orangerieschloss, 2019

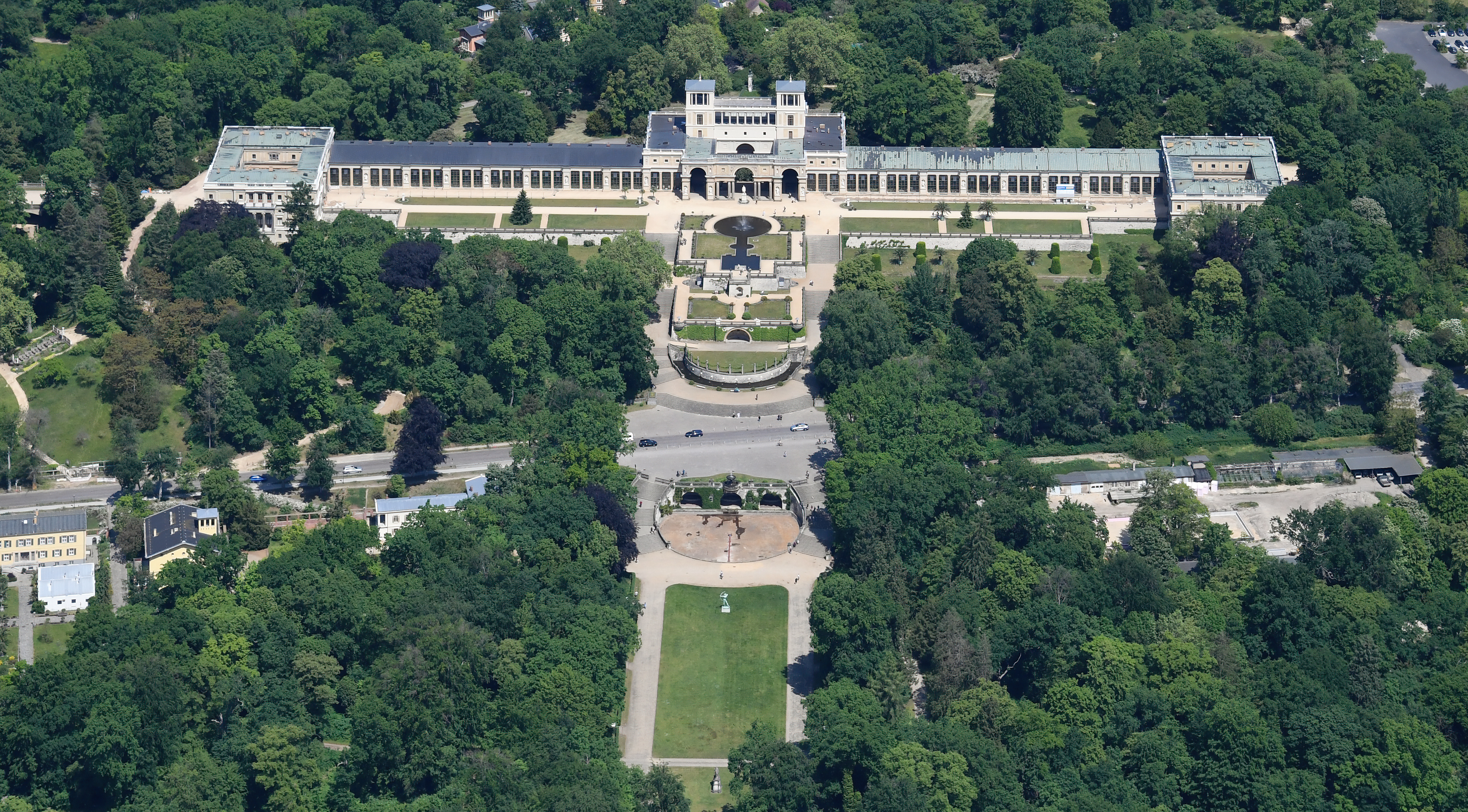
Orangerieschloss, Luftbild

Das Orangerieschloss, auch Neue Orangerie genannt, ließ Friedrich Wilhelm IV. in seiner Residenzstadt Potsdam von 1851 bis 1864 auf dem Bornstedter Höhenzug, am Nordrand der Parkanlage Sanssouci, errichten. Nach seinen Skizzen fertigten die Architekten Friedrich August Stüler und Ludwig Ferdinand Hesse Entwürfe für ein Gebäude im Stil der italienischen Renaissance. Das Orangerieschloss beherbergt einen Gemäldesaal mit Werkekopien des Renaissancemalers Raffael, ehemalige Gästeappartements und Bedienstetenwohnungen, die zum Teil musealen Zwecken zur Verfügung stehen und Hallen zur Überwinterung der exotischen Kübelpflanzen aus der Parkanlage Sanssouci. Das Orangerieschloss wird von der Stiftung Preußische Schlösser und Gärten Berlin-Brandenburg (SPSG) verwaltet und steht seit 1990 als Weltkulturerbe unter dem Schutz der UNESCO.

## Das Höhenstraßenprojekt

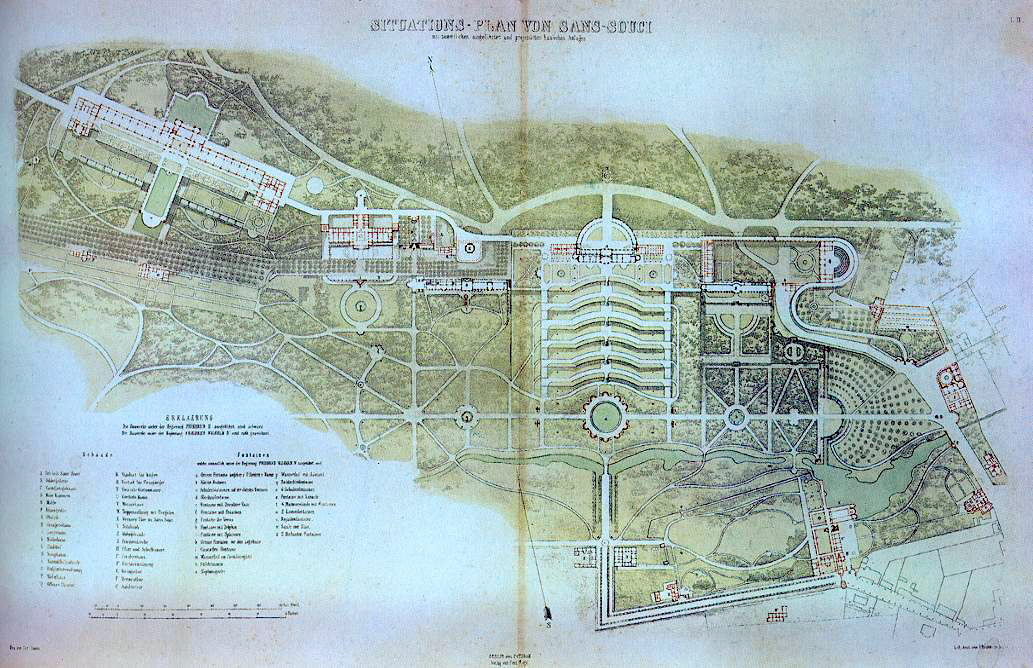
Situations-Plan von Sans-Souci, vor 1854, Carl Hesse. Zeichnung mit der geplanten Höhenstraße.

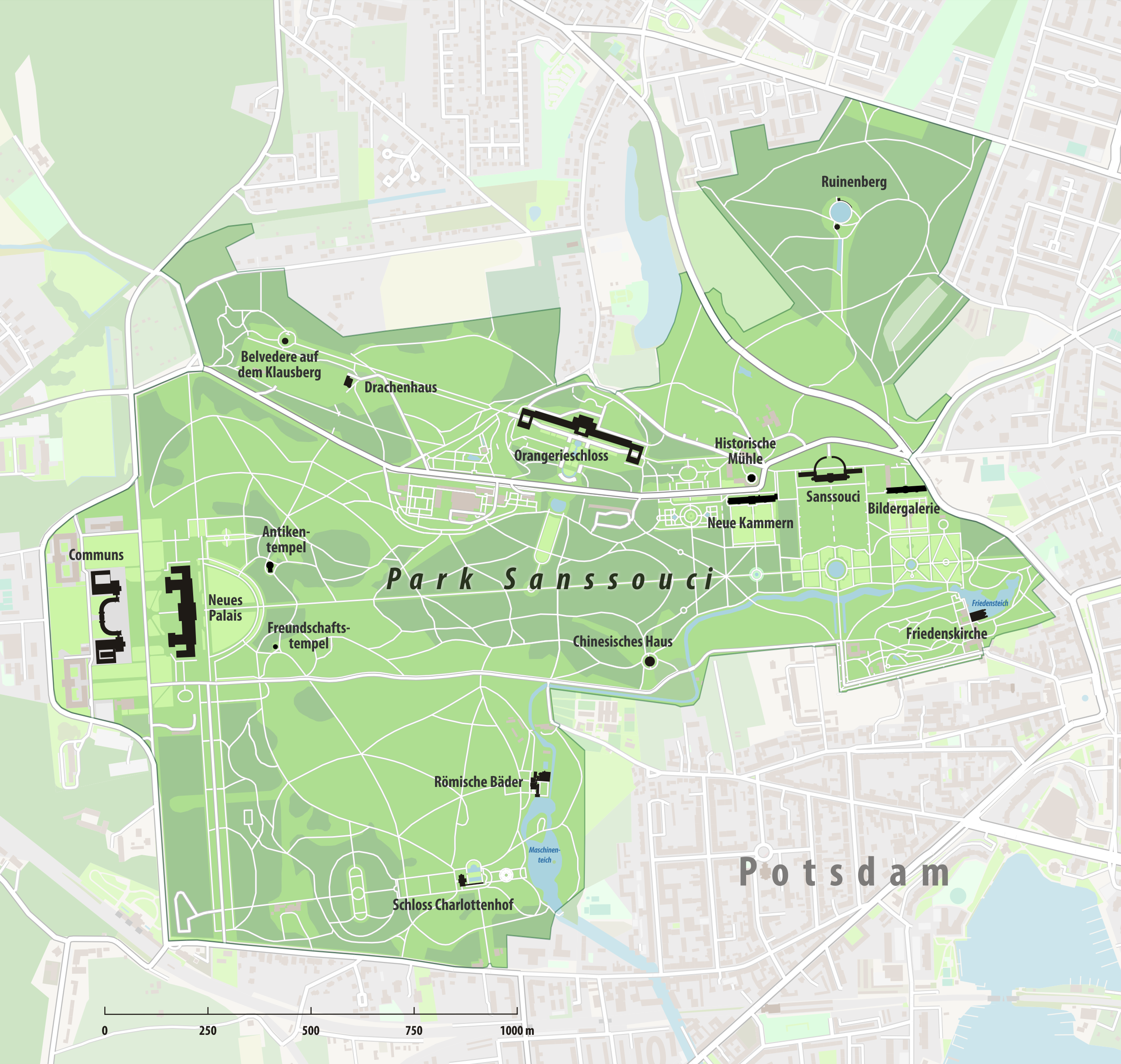
Das Orangerieschloss liegt im nördlichen Bereich von Park Sanssouci

Der Bau des Orangerieschlosses steht in enger Verbindung mit der Planung einer etwa zwei Kilometer langen Höhenstraße oder auch Triumphstraße, ähnlich einer römischen via triumphalis. Sie sollte östlich der Parkanlage Sanssouci, am Triumphtor unterhalb des Mühlenbergs an der heutigen Schopenhauerstraße beginnen, als Serpentine die Höhe des Mühlenbergs erreichen, dann nach Westen durch den Ehrenhof an der Nordseite des Schlosses Sanssouci führen und vorbei an der Historischen Mühle am Belvedere auf dem Klausberg, nordwestlich des Parks, enden. Neben den bereits vorhandenen Gebäuden aus friderizianischer Zeit waren als Neubauten eine Tempelanlage zu Ehren Friedrichs II. auf dem Mühlenberg vorgesehen, beziehungsweise seit etwa 1848 ein Amphitheater, zudem Viadukte zum Ausgleich der Höhenunterschiede, Terrassenanlagen und italienisierende Bauten sowie als architektonischer Höhepunkt das Orangerieschloss auf dem Bornstedter Höhenzug.
Schon in der Kronprinzenzeit studierte Friedrich Wilhelm IV. Entwürfe italienischer Renaissanceanlagen. Er fand sie unter anderem in den Publikationen Choix des plus célèbres maisons de plaisance de Rome et de ses environs (Auswahl der berühmten Landhäuser von Rom und der Umgebung), Paris 1809, der französischen Architekten Charles Percier und Pierre François Léonard Fontaine, wie auch in dem 1815 in Paris herausgegebenen Stichwerk Architecture Toscane (Architektur der Toscana) von Auguste Henri Victor Grandjean de Montigny und Auguste Pierre Sainte Marie Famin. Auf seiner ersten Italienreise im Jahr 1828 entstanden zahlreiche Zeichnungen und Reiseeindrücke, die den Wunsch erweckten, Sanssouci und die Potsdamer Landschaft mit italienisierenden Bauwerken zu verschönern.
Nach der Regierungsübernahme 1840 beschloss er, Sanssouci in tiefer Verbundenheit zu seinem Vorfahren ebenfalls als Sommerresidenz zu nutzen. Damit sie den Bedürfnissen einer königlichen Residenz entsprachen, ließ der König Modernisierungs- und Restaurierungsarbeiten an den Gebäuden durchführen und die Parkanlage mit funktionierenden Fontänenanlagen und neuen Skulpturenkopien ausstatten. Den Auftrag für die architektonische Planung erhielten der Schinkel-Schüler Ludwig Persius und nach dessen Tod 1845 Friedrich August Stüler und Ludwig Ferdinand Hesse. Mit den gartenkünstlerischen Arbeiten wurde der Gartenarchitekt Peter Joseph Lenné betraut. Die Projektarbeiten an der Höhenstraße verzögerten sich zunächst wegen überhöhter Preisforderungen und langwieriger Verhandlungen mit den Eigentümern der Grundstücke auf dem Bornstedter Höhenzug, die sich von 1842 bis 1847 hinzogen. Hinzu kamen politische Unruhen, die 1848 in den Aufständen der Märzrevolution endeten. Fehlende finanzielle Mittel für ein Projekt dieser Größenordnung und die Erkrankung des Königs 1858 ließen das Vorhaben nur in Teilbereichen realisieren. Zur Ausführung kamen neben kleineren Baumaßnahmen das Triumphtor und ein dahinterliegendes Winzerhaus, ein Mühlenhaus an der Historischen Mühle, der Sizilianische und der Nordische Garten und das Orangerieschloss mit Terrassenanlage.

## Orangerieschloss

### Planungsphase

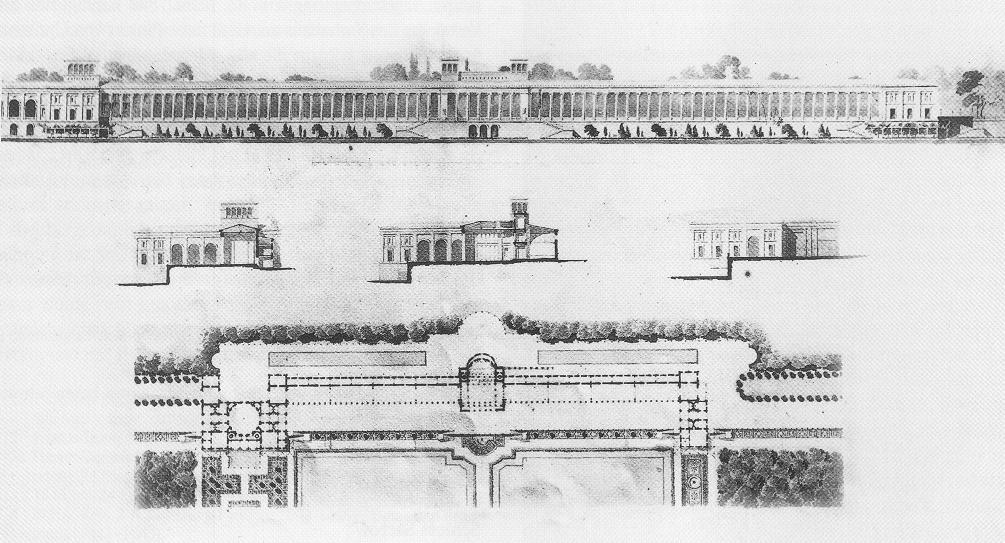
Entwurf von Ludwig Persius für die Neue Orangerie, um 1840/43

Bei den Bauten entlang der Höhenstraße sollte neben einer repräsentativen Außenwirkung auch die praktische Nutzung einzelner Gebäude berücksichtigt werden. Dazu gehörten vor allem neue Pflanzenhallen für die Überwinterung der zahlreichen im Sommer in den Gartenanlagen aufgestellten Kübelpflanzen; denn die alten Treibhäuser aus friderizianischer Zeit waren nicht mehr zeitgemäß und reparaturbedürftig. Schon in der Kronprinzenzeit beschäftigte sich Friedrich Wilhelm IV. bei der Planung des Schlosses Charlottenhof mit dem Bau einer größeren Orangerie, wie eine Zeichnung von 1826 belegt. Das Gebäude auf dem Bornstedter Höhenzug sollte eine Kombination von Pflanzenhalle und Gemäldesaal zur Unterbringung der Raffael-Sammlung seines Vaters Friedrich Wilhelm III. sein. Für die weiteren Räume gab es zunächst keine Nutzungsbestimmung. Eine Vielzahl eigener Skizzen und Zeichnungen nehmen Vorbilder der Villa Pamphili, Villa Madama und Villa Borghese auf. Nach den Vorgaben des Königs fertigte Ludwig Persius ab 1840 erste Entwürfe für ein Gebäude mit klassizistischen Stilelementen. Da die meisten Zeichnungen unsigniert sind, können sie ihm nur anhand seiner Tagebucheintragungen vom 12. Oktober 1840 bis 25. September 1843 in etwa zugeordnet werden. Persius entwarf einen langgestreckten Bau mit Säulenfront und vorgelagertem Podest auf der Südwestseite sowie einen halbkreisförmig nach außen springenden Mittelteil auf der Nordostseite. Eine Doppelturmanlage in der Mitte war von Pflanzenhallen flankiert, an deren Enden sich unterschiedlich gestaltete Flügelbauten anschlossen. Den Baubeginn der Orangerie erlebte Persius nicht mehr. Er starb 1845 noch vor Beginn der Bauarbeiten. Aufgrund von Änderungswünschen des Königs wurde die Außengestaltung später von Stüler und Hesse wieder verworfen.

### Baugeschichte

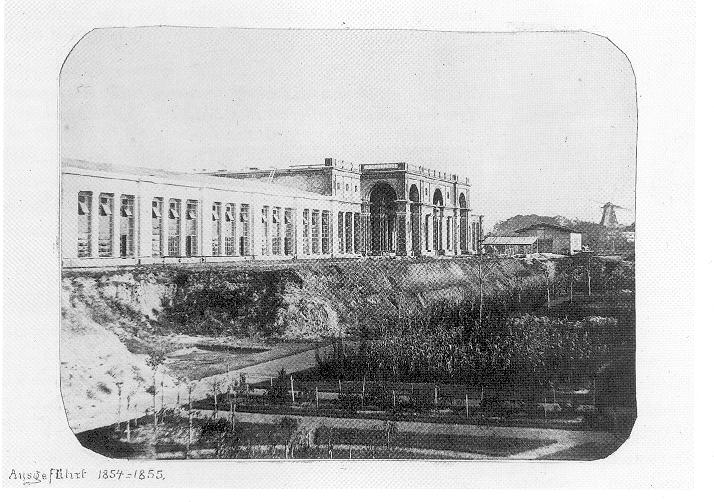
Mittelbau und Westflügel 1855

Nach Abschluss der Grundstücksverhandlungen ließ Peter Joseph Lenné mit den Erdarbeiten beginnen, deren Leitung Gustav Meyer übernahm. Im Winter 1848/49 wurde das Areal auf dem Höhenzug planiert, ein Wasserbassin auf der Nordostseite des geplanten Gebäudes ausgehoben und der Südhang terrassiert. 1850 erhielt Friedrich August Stüler und unter dessen Leitung Ludwig Ferdinand Hesse den Auftrag zur Projektierung des Orangeriegebäudes. 1851 wurde die sich nach Westen erstreckende Pflanzenhalle errichtet, obwohl wegen der Unentschlossenheit des Königs immer noch kein endgültiger Gesamtplan vorlag. Im Winter 1852/53 konnte die 1854 fertiggestellte Halle bereits zur Überwinterung der Pflanzen genutzt werden. Nachdem sich Friedrich Wilhelm IV. für einen Entwurf entschieden hatte, begannen 1853 die Arbeiten am Mittelbau, die 1858 im Außenbereich ihren Abschluss fanden. Zwischen 1854 und 1856 folgten die Baumaßnahmen an der nach Osten angrenzenden Pflanzenhalle. Vorbild für die Doppelturmanlage des Mittelbaus […] war die Villa Medici in Rom, für die Fassadengliederung der Pflanzenhallen mit dem Mezzaningeschoss und den Pavillons sowie den Mitteltrakt war die zum Arno gerichtete Fassade der Uffizien in Florenz. Stüler, der mit den Umbauten am Schweriner Schloss, dem Bau des Neuen Museums in Berlin und weiteren Aufträgen ausgelastet war, folgte mit seinem Entwurf den Skizzen des Königs und überließ die dekorativen Details sowie die Innenraumgestaltung weitgehend Ludwig Ferdinand Hesse.
Krankheitsbedingt übergab Friedrich Wilhelm IV. die Regentschaft im Oktober 1858 an seinen Bruder Wilhelm und verbrachte den folgenden Winter in Italien, wo er von Malern und Bildhauern weitere Kunstwerke zur Ausgestaltung des Orangerieschlosses erwarb. Für die Zeit seiner Abwesenheit gab er schriftliche Anweisungen zum weiteren Ausbau. Beim Tod des Königs 1861 war der östliche Eckpavillon erst im Rohbau fertiggestellt und der im Westen noch nicht begonnen. Der Bau wurde 1864 unter seinem Nachfolger König Wilhelm I. abgeschlossen. Die Fassaden- und Terrassengestaltung mit Bildwerken dauerte noch bis in die 1870er Jahre. Mit einer Gesamtlänge von rund 304 Metern wurde das Orangerieschloss das längste Gebäude in der Parkanlage Sanssouci.

## Architektur

### Mittelbau

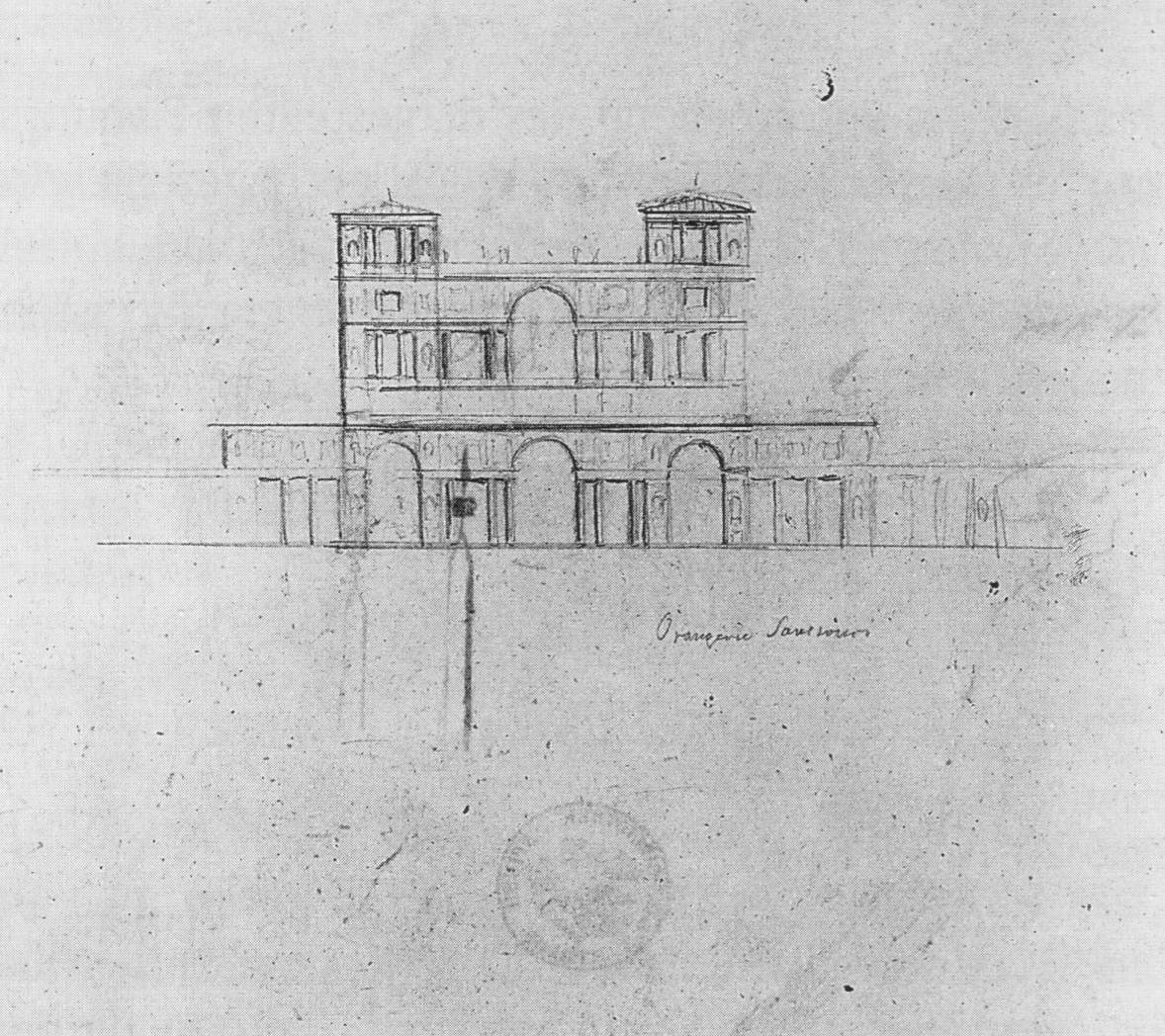
Undatierte Skizze vom Mittelbau. Gezeichnet von Friedrich Wilhelm IV.

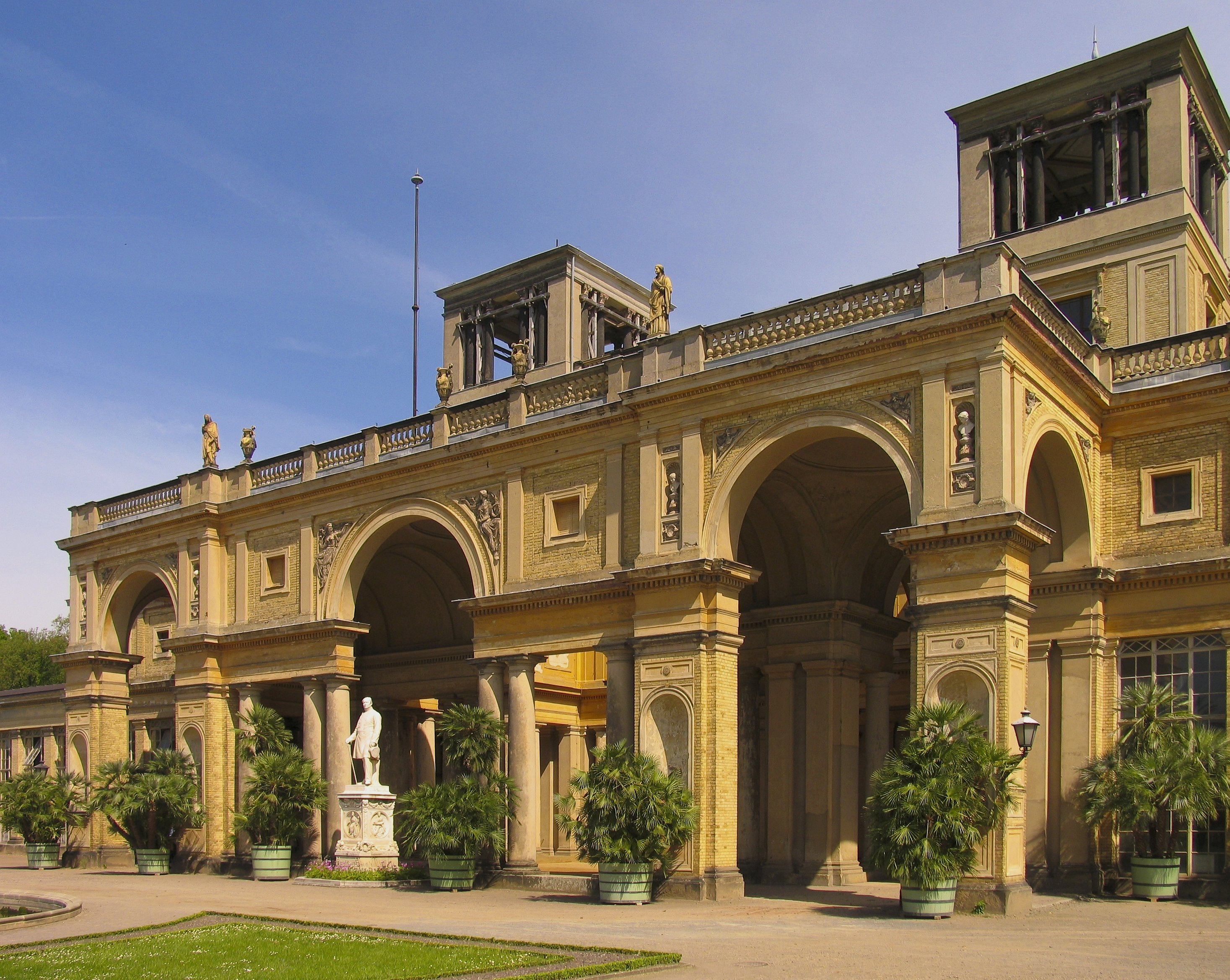
Die Südseite des Mittelbaus

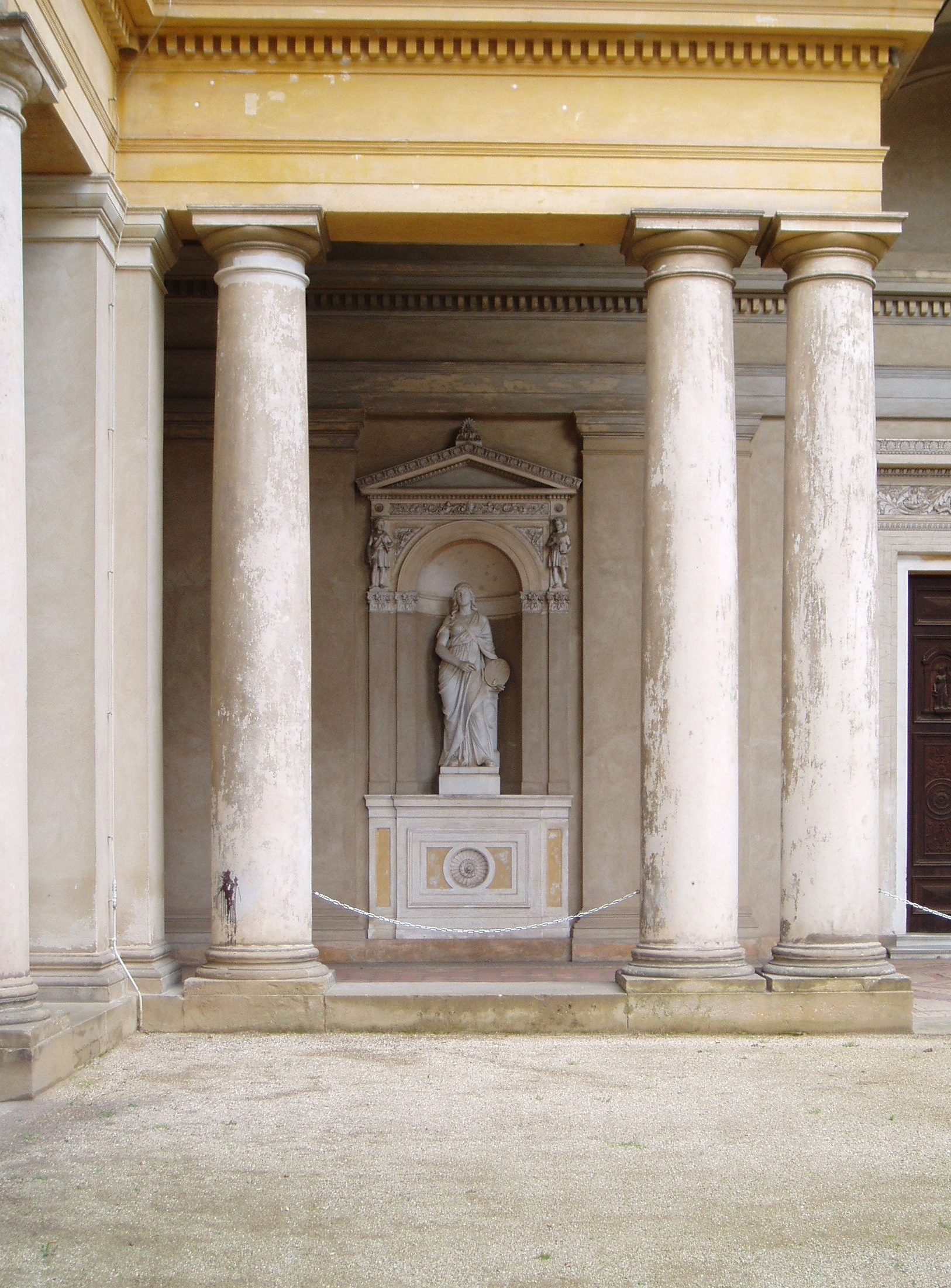
Die Malerei. 1868, Moritz Schulz

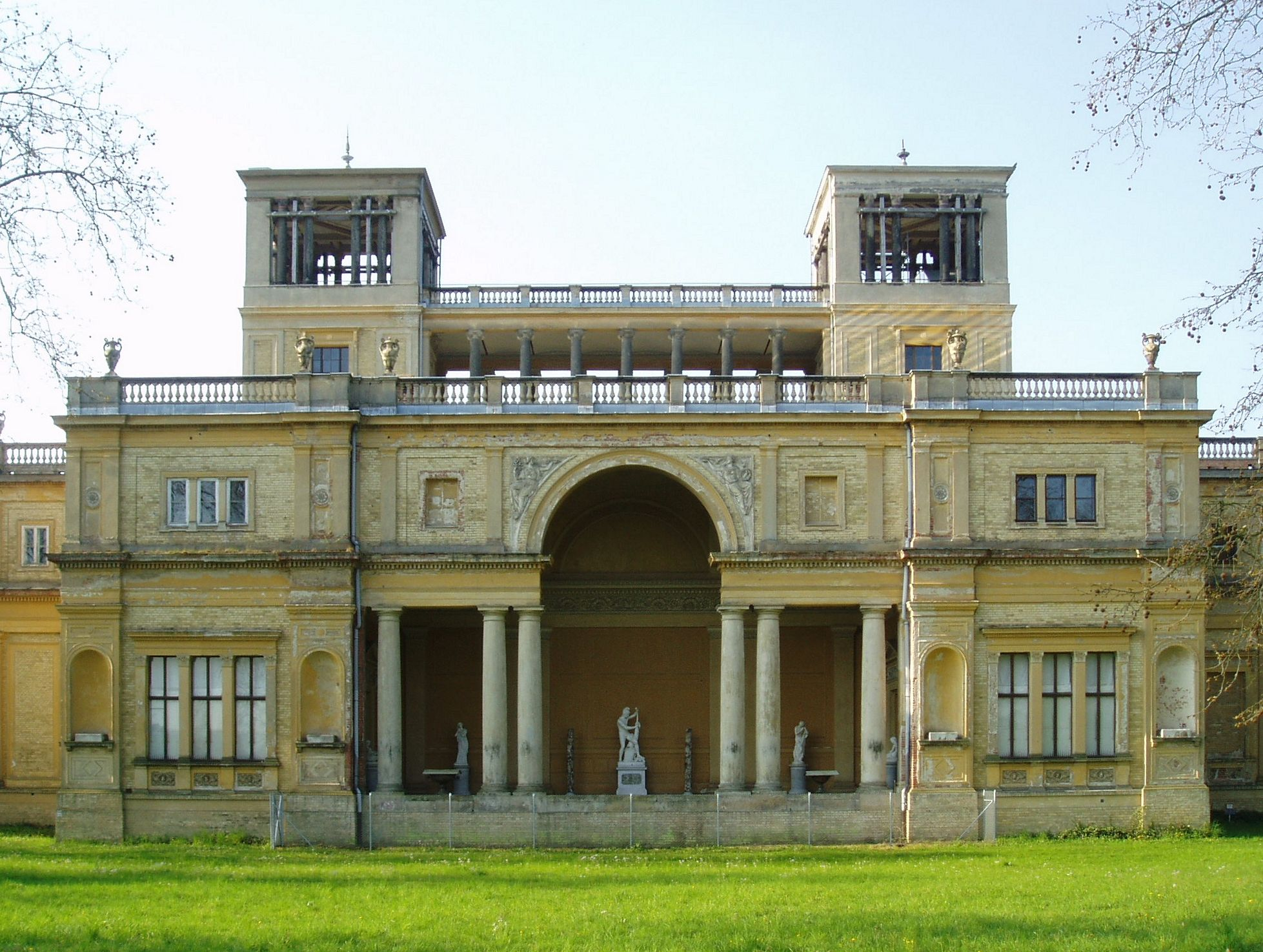
Die Nordseite des Mittelbaus mit der Loggia (Teehalle)

Im neuen Entwurf Stülers nach Skizzen Friedrich Wilhelms IV. fand sich die Grundidee der Baukörperanordnung von Persius weitgehend wieder, die jedoch durch Bauelemente aus der Renaissance eine andere Stilrichtung bekam. Der Doppelturmanlage des Mittelbaus wurde auf der Südwestseite ein Säulenhof mit Portalbau vorgelagert, von dessen drei hohen Rundbogenöffnungen die mittlere das Palladiomotiv zeigt. Eine Wiederholung des Motivs findet sich auf der Südwestseite der Doppelturmanlage und auf der Nordostseite an einer mit der Gebäudeflucht abschließenden zweigeschossigen Loggia, der sogenannten Teehalle, wieder. Im Erdgeschoss liegt der über zwei Stockwerke reichende Raffaelsaal, um den sich fünf großzügig ausgestattete Wohnräume gruppieren. Die Türme der Anlage, mit je einem Belvedere im obersten Geschoss und flachen Zeltdächern aus Zinkblech, verbindet eine begehbare Kolonnade. Von hier geht ein weiter Blick nach Süden in den Park Sanssouci, nach Bornstedt im Norden und in die weitere Umgebung. An die Doppelturmanlage und den Portalbau schließen sich zu beiden Seiten dreiachsige Baukuben mit einem Erd- und einem Mezzaningeschoss an. Im südlichen Bereich sind die Erdgeschosse bereits Teil der Pflanzenhallen. Türen in den über zwei Stockwerke reichenden gusseisernen Sprossenfenstern ermöglichen den Zugang vom Säulenhof aus. In den Sprossenfenstern findet sich ebenfalls das Palladiomotiv wieder. In der nördlichen Hälfte des Mittelbaus liegen die Appartements. Den gesamten Mittelbau umgibt eine mit Vasen und Figurenkopien nach antiken Vorbildern aus Zink und Terrakotta geschmückte Dachbalustrade. Die nach 1862 aufgestellten Bildwerke stammen aus der Werkstatt des Bildhauers Ernst March und der Potsdamer Zinkgießerei Friedrich Kahle.
Die Gestaltung der Fassaden mit bauplastischem Schmuck erfolgte erst nach dem Tod Friedrich Wilhelms IV. und wurde weitgehend von seinem Bruder Wilhelm I. entschieden. In der Südwand der Doppelturmanlage führen drei hohe Türen in das Gebäude. Der mittlere Eingang zum Raffaelsaal wird von zwei Wandaufbauten im Stil einer Ädikula flankiert, in deren Nischen weibliche Figuren stehen. Sie symbolisieren Die Malerei mit Palette und Die Bildhauerkunst mit Hammer und dem Haupt des Zeus von Otricoli. Die 1868 in Rom gefertigten Skulpturen sind Werke des Bildhauers Moritz Schulz. Zwei Seitentüren führen zu Treppenaufgängen. Sie sind von Serpentinvasen auf hohen Säulen eingerahmt.
Vier Nischen am südwestlichen Portalbau sind von weiblichen Statuen geschmückt. Eine Darstellung des Blumengießens symbolisiert Die Gartenkunst und eine weitere mit Plan und Winkelmesser Die Baukunst. Beide Figuren fertigte Eduard Stützel 1868 und 1871 nach einem Modell von Albert Wolff. Für die südöstliche Seite schuf Eduard Mayer Die Industrie mit Zahnrad, Zange, Hammer und Bienenkorb sowie Die Wissenschaft mit einem Buch. Beide Bildwerke wurden 1872 auf der Berliner Kunstausstellung gezeigt. Die Stuckreliefs an den Fassaden stammen von Friedrich Wilhelm Dankberg, einem der gefragtesten Künstler seiner Zeit für bauplastischen Schmuck. Im Säulenhof zeigen Tondi die vier Jahreszeiten; die Fassade des Portalbaus trägt Terrakottanachbildungen antiker Köpfe. Die Wandnischen auf der Nordseite des Mittelbaus gestaltete Moritz Schulz 1870 mit den Tageszeiten. Im Osten Der Morgen und Der Tag, im Westen Der Abend und Die Nacht.
Die marmornen Skulpturen in der Loggia kaufte Friedrich Wilhelm IV. zum Teil für die Orangerie oder sie standen zunächst im Schloss Sanssouci und der Bildergalerie und wurden später in der Loggia aufgestellt. Amor, auf einer Schildkröte sitzend von 1858 erwarb der König ein Jahr später in Rom bei Wilhelm Rudolf Henkelmann, genannt Rudolf Piehl. Von dieser Reise stammt auch die 1859 von Eduard Mayer geschaffene Venus. Die Skulptur Mädchen, sich schmückend von 1855 zeigte der Bildhauer Emil Wolff erst 1871 auf der Berliner Kunstausstellung. Ein Jahr später kaufte sie der König an. Den David gab Friedrich Wilhelm IV. 1852 Karl Heinrich Möller in Auftrag, der die Plastik im selben Jahr auf der Kunstausstellung zeigte. Sie war zuvor in der Bildergalerie aufgestellt und kam erst 1861 in die Loggia, ebenso die Flachsbinderin, die Julius Troschel 1851 schuf. Eine siebte Figur ist nicht mehr vorhanden. An dem 1844 von Carl Johann Steinhäuser geschaffenen Knöchelspieler, löste sich die kristalline Marmorstruktur vollständig auf. Sie brach zusammen und gilt seit 1979 als zerstört. Das 1861 in der Loggia aufgestellte Bildwerk war ein Pendant zum heute im Raffaelsaal stehenden Mädchen mit der Muschel, die beide aus dem Schloss Sanssouci kamen.

### Pflanzenhallen

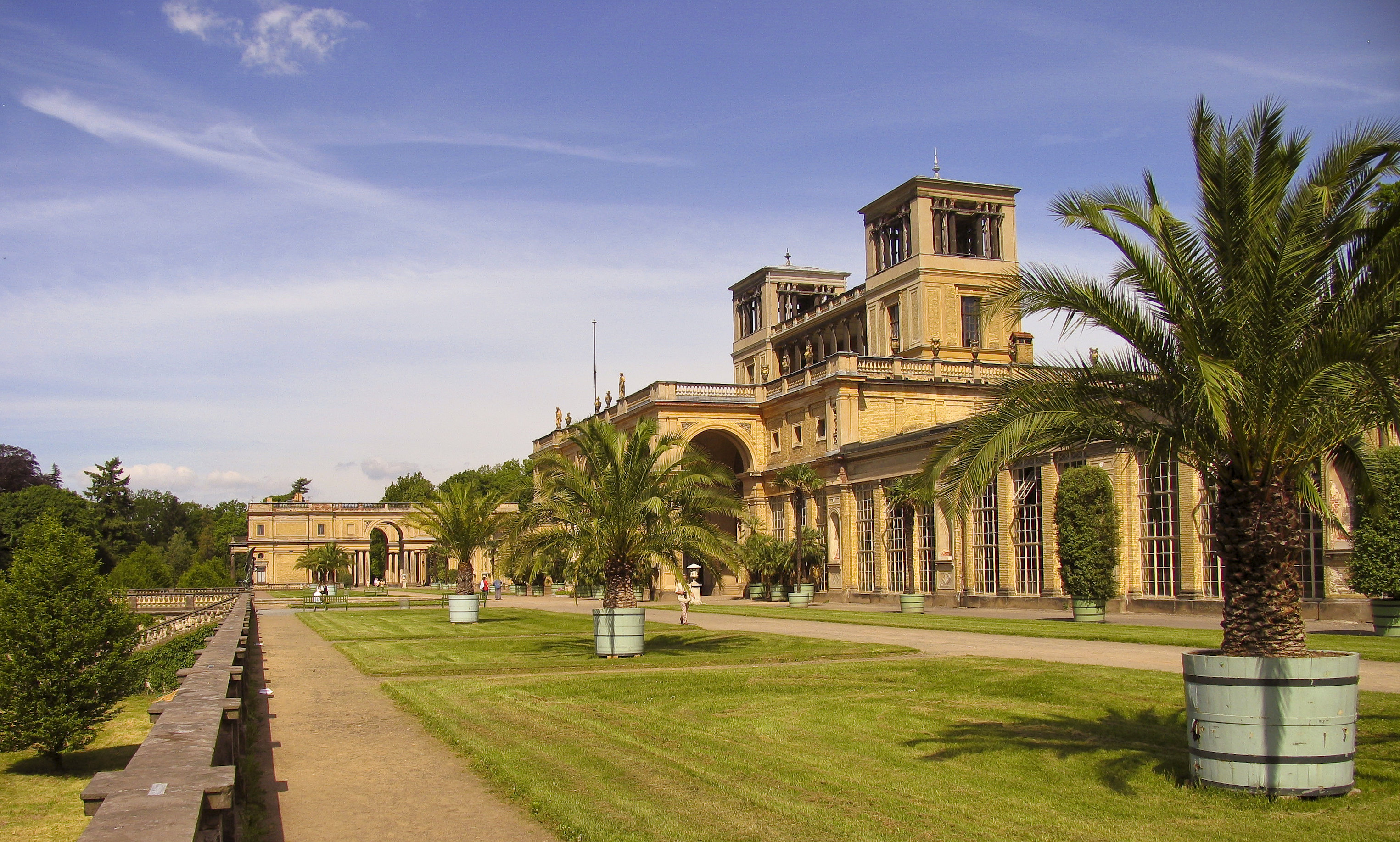
Die obere Terrasse mit Blick von Ost nach West

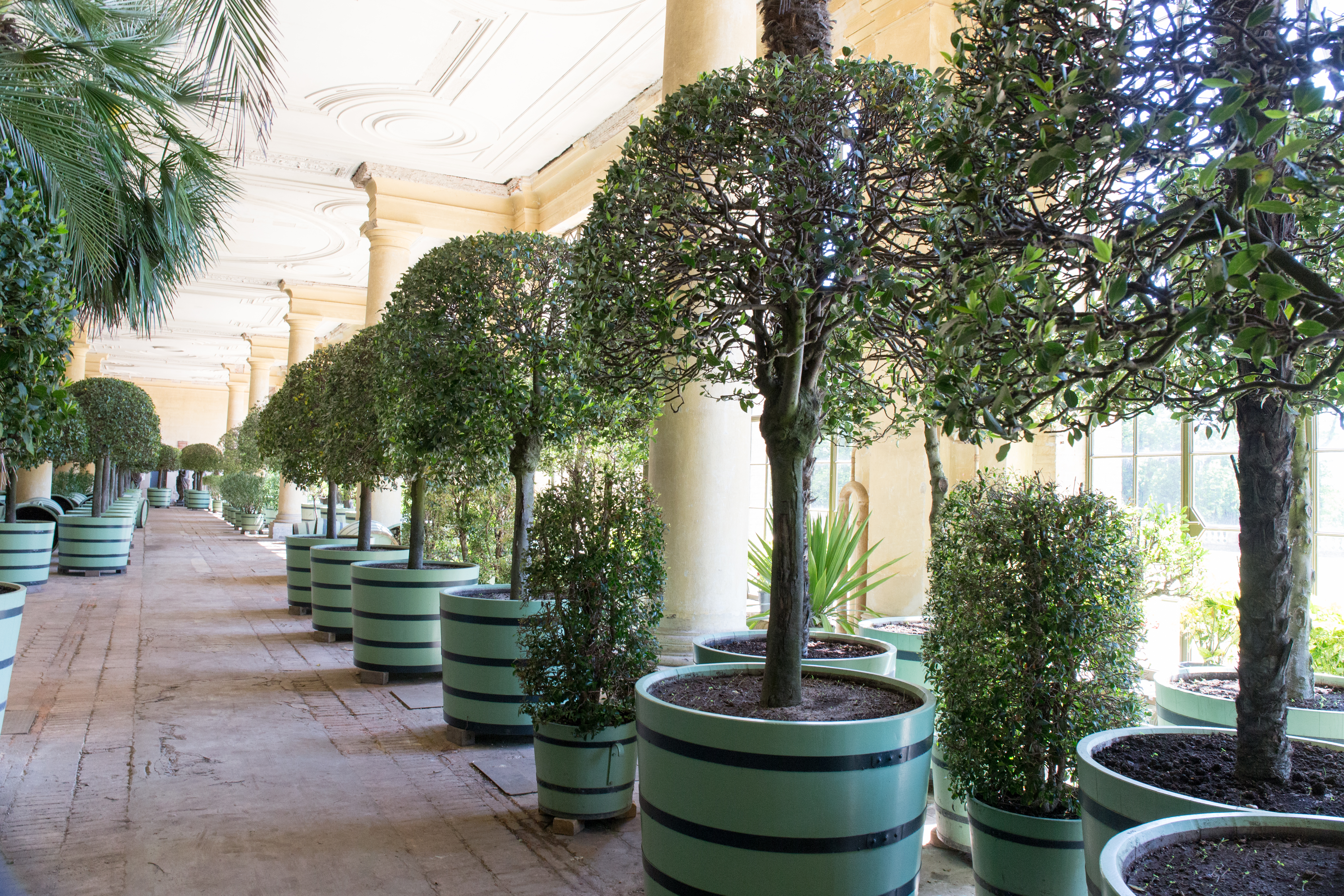
Innenansicht der westlichen Pflanzenhalle

Die eingeschossigen 103 Meter langen und 16 Meter breiten Pflanzenhallen bekamen auf der Südseite durchgehend bodentiefe Sprossenfenster, die im Rhythmus von zwei schmalen und einem breiten Pfeiler mit Figurennische unterbrochen wurden. In den Nischen ließ Wilhelm I. Allegorien mit Darstellungen der Monate und Jahreszeiten aufstellen, die alle in den 1860er Jahren entstanden waren. An der westlichen Pflanzenhalle fertigte Ludwig Wilhelm Stürmer nach Modellen von Hermann Schievelbein Januar und Februar, Eduard Stützel nach Schievelbein den März, nach Julius Franz den Frühling, nach Schievelbein den April, nach Hermann Wittig den Mai und wieder nach Schievelbein den Juni. Der Sommer stammt von Eduard Mayer. An der östlichen Pflanzenhalle wird dieses Programm von Westen nach Osten weitergeführt. Der Juli ist ein Werk von Julius Franz, der ebenfalls das Modell für die nachfolgenden Allegorien August und September lieferte, die Eduard Stützel ausführte. Dem Herbst von Hermann Wittig schließen sich der Oktober von Schievelbein an, den Stürmer fertigte. Die Figuren November, Dezember und Winter entstanden nach Modellen von Julius Franz und wurden von Stützel ausgeführt.
Im Innern stützen in den Raum reichende, mit Pilastern gekoppelte Säulen die Hallendecke, wodurch die langgezogene Fläche gegliedert wird. Die flachen Decken sind mit quadrat- und kreisförmigen Stuckornamenten verziert. Unter dem mit Ziegelsteinen gepflasterten Fußboden ermöglichte eine Kanalheizung eine konstante Temperatur von 6 ° bis 8 °C. Ein zweiter Kanal führte Frischluft in die Hallen. Unabhängig von der heutigen Warmwasserheizung ist die alte Anlage in der Westseitigen noch funktionstüchtig. Seit ihrer Erbauung haben die Pflanzenhallen ihre Funktion behalten. Mit einem Bestand von mehr als 1000 Kübelpflanzen und fast 30 Arten gehört die Orangerie neben Wien und Versailles zu den größten in Europa.

### Eckpavillons

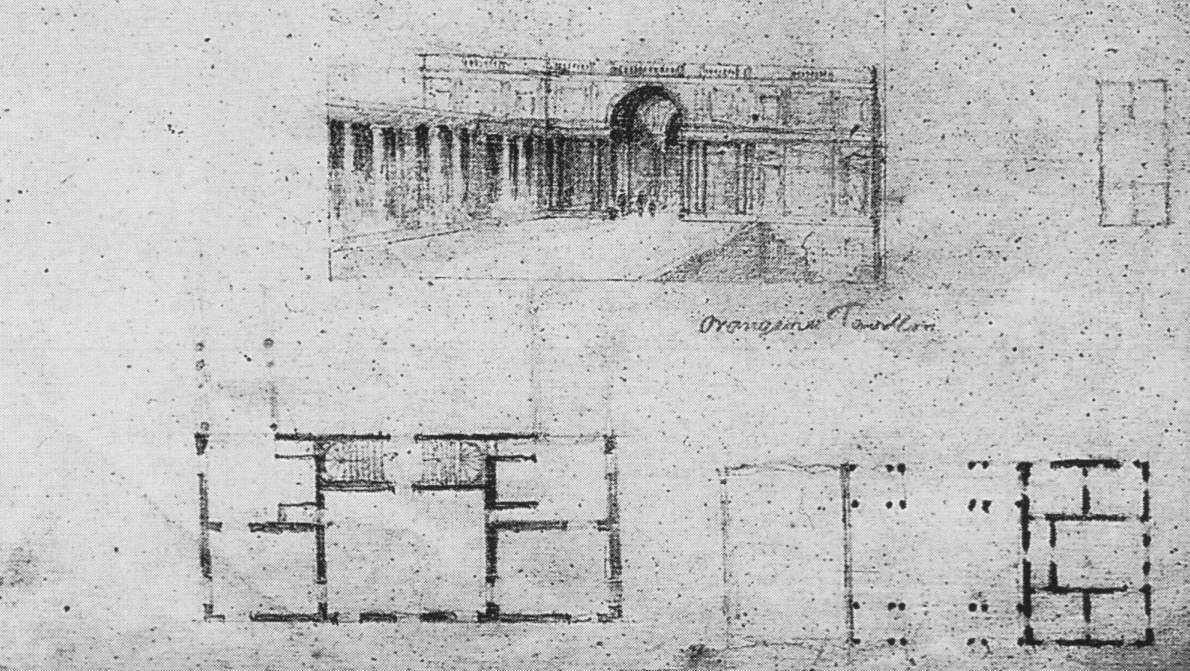
Östlicher Eckpavillon. Undatierte Skizze von Friedrich Wilhelm IV.

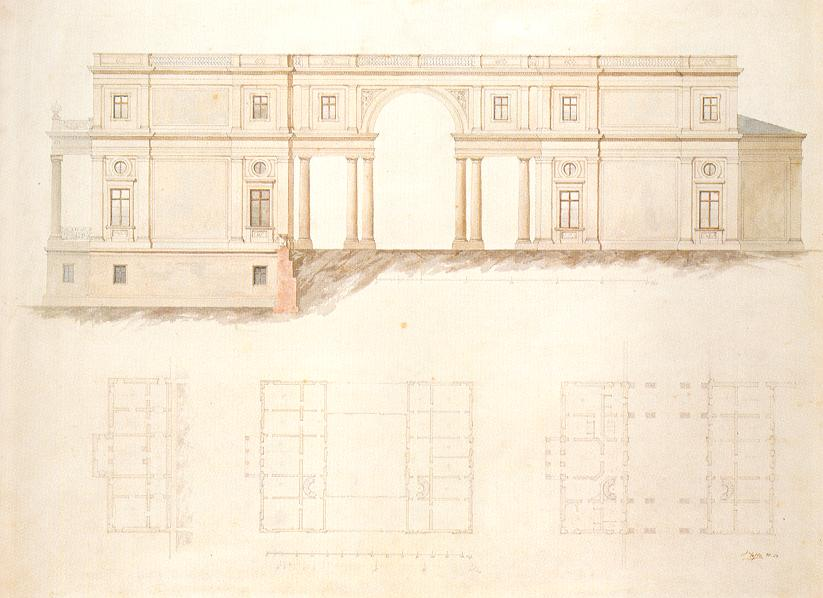
Aufriss und Grundrisse des östlichen Eckpavillons. 1855, Ludwig Ferdinand Hesse

Die an die Enden der Pflanzenhallen grenzenden Eckpavillons gehen über die ganze Breite der obersten Terrasse und bilden den baulichen Abschluss dieser Terrassenebene. Den Vorschlag von Persius, die Pavillons asymmetrisch zu gestalten, verwarf Friedrich Wilhelm IV. Alternative Pläne von Stüler, die von Raffael geplante Villa Madama auf der Westseite zu realisieren und auf der Ostseite das in Rom tatsächlich errichtete Gebäudefragment zu kopieren, kam ebenfalls nicht zur Ausführung. Nach Skizzen des Königs entwarf Stüler schließlich symmetrisch angeordnete Eckpavillons in der Form zweier gegenüberliegender rechteckiger Baukuben. Je zwei Doppelportale im Palladiostil verbinden die Baukuben miteinander und umschließen einen offenen Hof. Die Portale waren als Durchfahrten für die Höhenstraße gedacht, die von Osten kommend über die oberste Terrasse zum westlich der Orangerie liegenden Belvedere auf dem Klausberg führen sollte. In den Zwickelfeldern nehmen Reliefs von Friedrich Wilhelm Dankberg das Programm der an den Pflanzenhallen stehenden Allegorien wieder auf. Wie am Mittelbau wiederholt sich die umlaufende Brüstung mit schmückenden Vasen aus Terrakotta, die später durch Zinknachgüsse ersetzt wurden. Ein Balkonvorbau im Erdgeschoss und ein darüber liegender, von vier ionischen Säulen gestützter Balkon im Mezzaningeschoss beleben die Fassaden an der Südseite. In den Erd- und Mezzaningeschossen waren Wohnungen für Hofbedienstete und Wirtschaftsräume eingerichtet.

## Innenraumausstattung

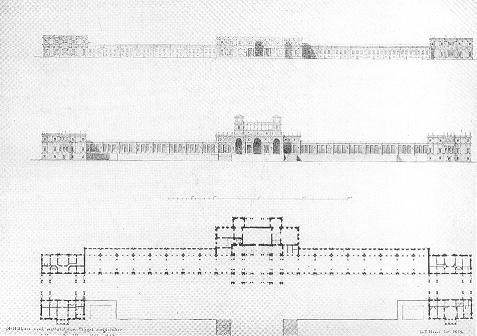
Aufriss und Grundriss. 1852, Carl Hesse

Die Formen der italienischen Renaissance finden sich im Schlossinnern im Gemäldesaal, dem Raffaelsaal wieder. Die ursprünglich ausschließlich in diesem Stil geplante Ausgestaltung der Appartements verbindet sich nach Änderungswünschen des Königs mit Wanddekorationen aus der Antike und ornamentalen Formen des Rokoko. Die Möblierung erfolgte auf späteren Wunsch Friedrich Wilhelms IV. ebenfalls im Stil des Rokoko und zeigt in der Innenausstattung die Wiederbelebung dieser Epoche Mitte des 19. Jahrhunderts. Für die Dekorations- und Polsterstoffe wurden jedoch die kräftigen Farben des Klassizismus gewählt und nicht die im Rokoko üblichen Pastelltöne. Das Originalinventar ist fast vollständig erhalten. Einige Möbelstücke stammen aus friderizianischer Zeit, andere wurden nach Vorlagen des 18. Jahrhunderts gearbeitet. Auch die Parkettfußböden in den Appartements, mit verschiedenen eingelegten Ornamenten aus Ahorn-, Eiche- und Palisanderholz, sind durch die geringe Raumnutzung noch aus der Erbauungszeit. Gleiches gilt für die von Friedrich Wilhelm Dankberg ausgeführten Stuckarbeiten an den Zimmerdecken. Plastiken von Künstlern der Berliner Bildhauerschule des 19. Jahrhunderts zeugen von der Sammeltätigkeit des Königspaares, das die Werke auf Akademieausstellungen kaufte oder von der Italienreise mitbrachte. Wie intensiv sich Friedrich Wilhelm IV. direkt in die Gestaltung der Appartements einbrachte, ist nicht belegt – erhalten hat sich nur eine von ihm um 1855 angefertigte Skizze für den Raffaelsaal. Nachweisbar ist die maßgebliche Beteiligung Ludwig Ferdinand Hesses, der für die Ausgestaltung der Innenräume Entwürfe anfertigte, die Friedrich August Stüler dem König zur Genehmigung vorlegte.

### Raffaelsaal

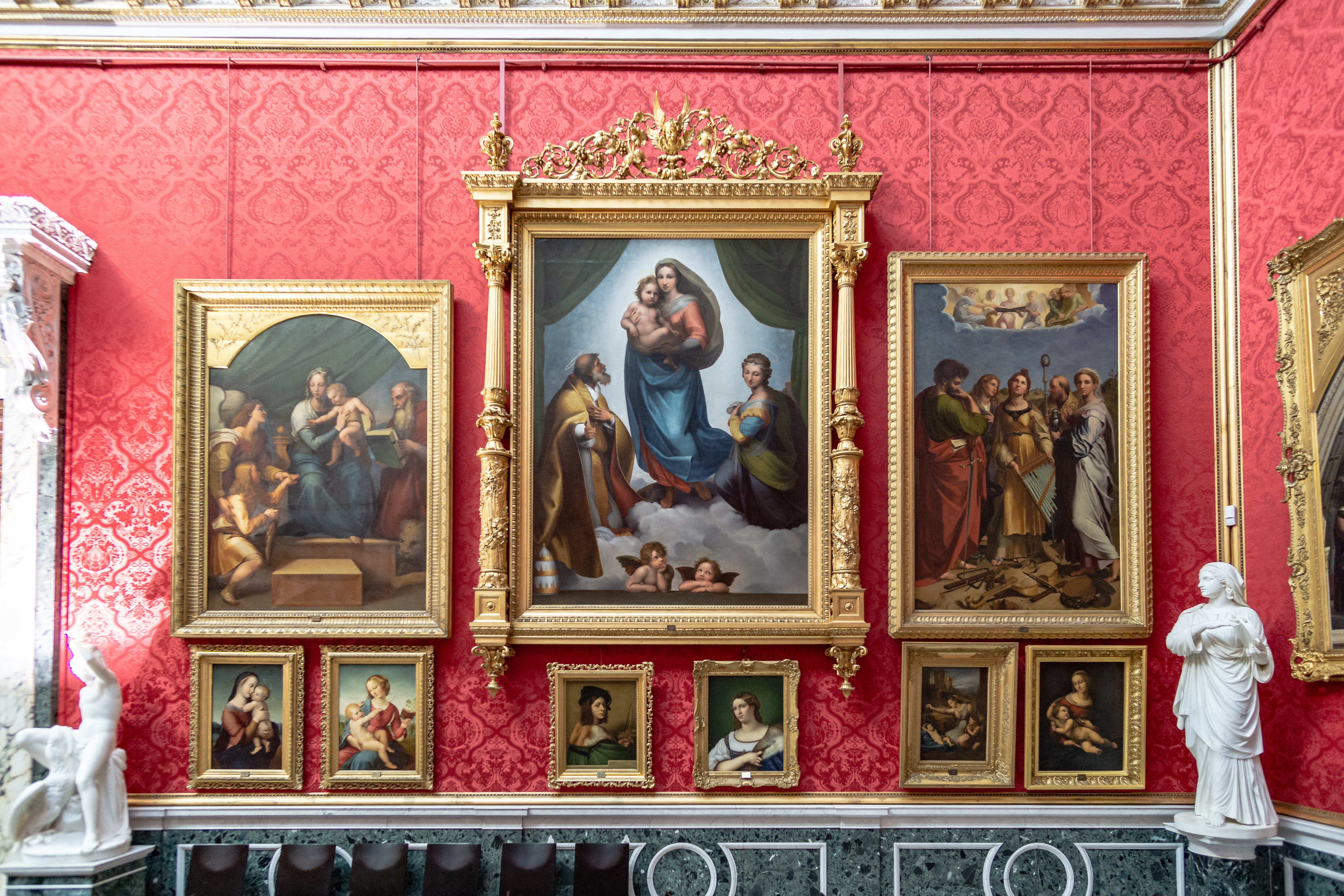
Sixtinische Madonna und andere Kopien nach Raffael von Friedrich Bury

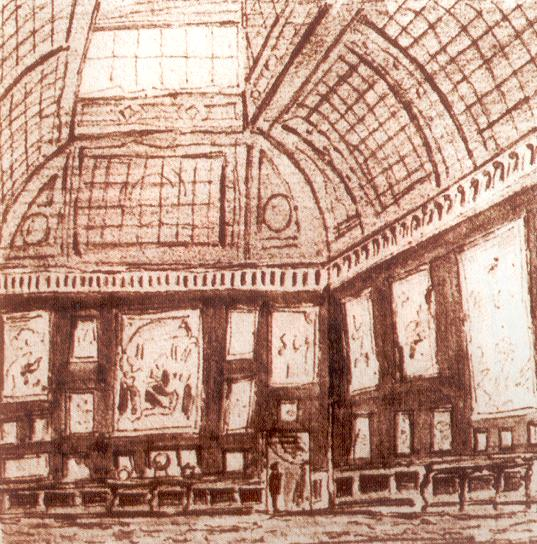
Skizze vom Raffaelsaal, um 1855, Friedrich Wilhelm IV.

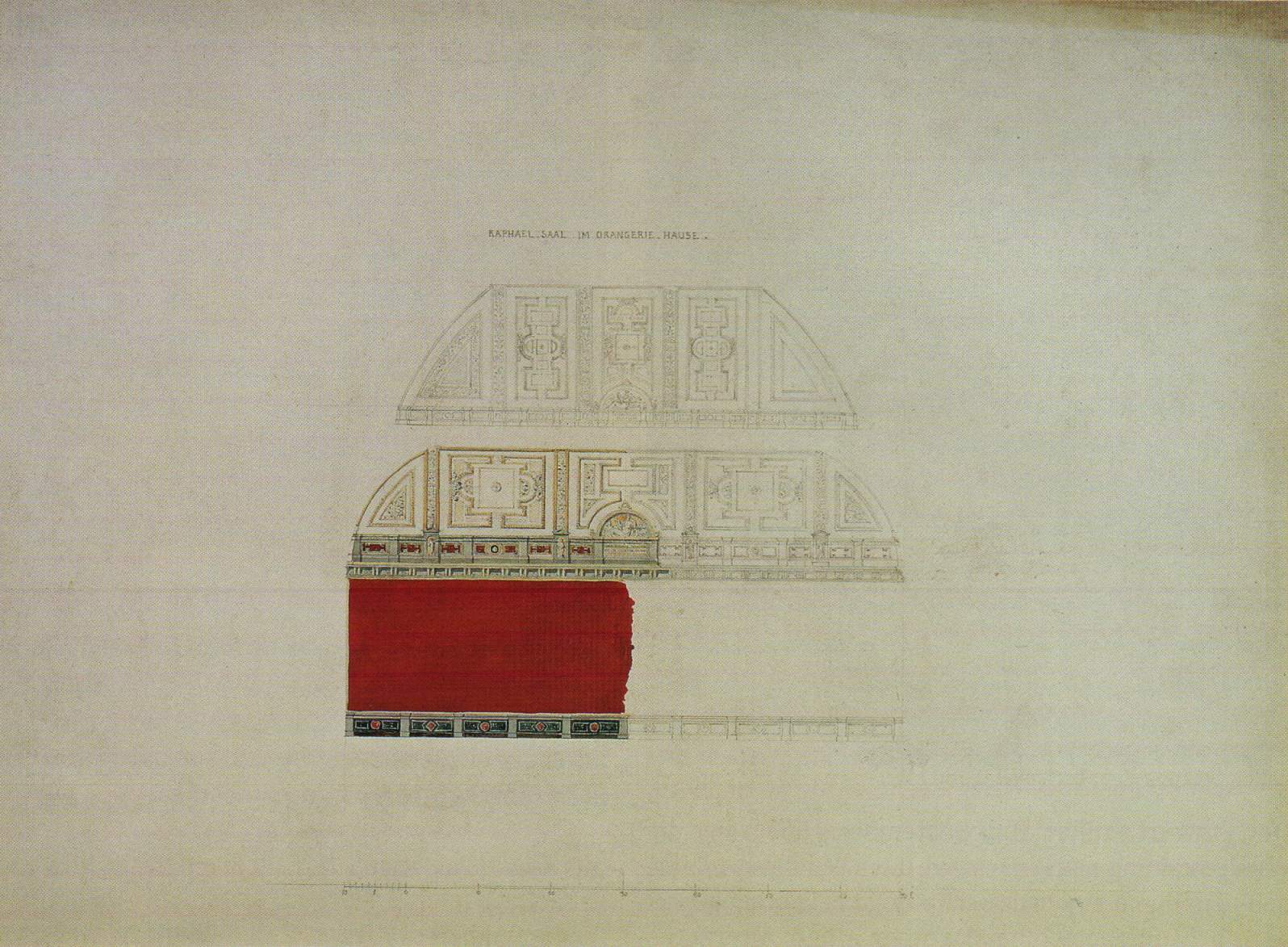
Ausgeführte Wanddekoration im Raffaelsaal, 1857, Ludwig Ferdinand Hesse

Für den zentral im Mittelbau liegenden Raffaelsaal nahm Friedrich Wilhelm IV. die Sala Regia im Vatikan zum Vorbild. Der über zwei Geschosse reichende Gemäldesaal erhielt im Spiegelgewölbe ein Oberlichtfenster als Plafond, um die Wandflächen und Gemälde gleichmäßig mit indirektem Tageslicht zu beleuchten. Vertikal laufende, weiß und goldfarben ornamentierte Stuckbänder gliedern die Gewölbefläche in Felder. Diese sind mit ornamentierten geometrischen Formen und Allegorien auf die Wirkungsstätten Raffaels, Rom und Florenz, ausgeschmückt. Den Übergang zwischen Gewölbe und Wand bildet ein Konsolfries mit paarweise angeordneten Figurengruppen. Die fensterlosen Wandflächen sind im unteren Bereich mit schwarz-grünem Marmor verkleidet und darüber, bis zur Konsole, mit karminrotem Seidendamast bespannt. Der schwarz-grüne Marmor wiederholt sich in Säulen und Postamenten der Skulpturen sowie dem Fußboden, auf dem schwarz-grüne und weiße Marmorplatten im Wechsel diagonal verlegt sind.
Die 50 Kopien von Raffael-Gemälden stammen zum Teil aus der Sammlung Friedrich Wilhelms III., die durch weitere Ankäufe, Aufträge und Geschenke unter seinem Sohn erweitert wurde und einen Überblick über das Werk des Renaissance-Malers gibt. Die von Friedrich Bury nach dem Dresdner Original kopierte Sixtinische Madonna war das erste Bild der Sammlung, das Friedrich Wilhelm III. 1804 von seiner Familie zum Geburtstag geschenkt bekam. Weitere Nachbildungen gab er während seines Paris-Aufenthaltes 1814 anlässlich des Ersten Pariser Friedens in Auftrag, nachdem er das Musée Napoléon im Louvre besichtigt hatte, wo Kunstwerke aus den von den Franzosen besetzten Ländern zusammengetragen worden waren. Vor der Rückgabe der geraubten Kunstwerke an die rechtmäßigen Besitzer ließ der preußische König von deutschstämmigen, in Paris lebenden Künstlern Kopien für seine Privatgemächer anfertigen. Diese Kopien galten zur Zeit ihrer Entstehung als hochgeschätzter Ersatz für die selten auf dem Kunstmarkt verfügbaren Originale. Originalwerke, wie unter anderem aus der 1815 erworbenen Sammlung Giustiniani, waren für die Ausstattung der geplanten, öffentlich zugänglichen Berliner Gemäldegalerie gedacht, um mit dem Bestand der Kunstsammlungen anderer europäischer Museen konkurrieren zu können. Die Nachbildungen im Raffaelsaal haben im Wesentlichen die Originalgröße. Nur die halbkreisförmigen Fresken aus dem Vatikan, wie Die Schule von Athen oder der Ausschnitt Die Gruppe der Träger der Sedia gestatoria aus der Messe von Bolsena, entstanden in verkleinerter Ausführung. Die Kopien schufen Maler wie unter anderem Heinrich Lengerich, Carl von Steuben, Carl Joseph Begas, Heinrich Christoph Kolbe, Julius Schoppe, Adolf Senff, Wilhelm Ternite und Karl Wilhelm Wach. Die reich geschnitzten vergoldeten Rahmen sind zum Teil von Jakob Alberty nach der Originalfassung mit dem Gemälde kopiert. Im Todesjahr Friedrich Wilhelms IV. 1861 war die Sammlung mit den Kopien Der heilige Georg mit dem Schwerte eines unbekannten Künstlers und dem Bildnis des Kardinal Bibiena von Begas auf 46 Gemälde erweitert worden. Bis 1865 folgten vier weitere mit der Madonna Conestabile, Die Krönung Mariä, eine Kopie des Freskos aus der Stanza di Eliodoro im Vatikan Die Vertreibung des syrischen Feldherrn Heliodor aus dem Tempel und eine bereits 1829 erworbene Kopie von Georg Friedrich Bolte Maria mit dem segnenden Kind und den heiligen Hieronymus und Franziskus nach dem Original in der Berliner Gemäldegalerie. Dort werden auch die Madonna Colonna und die Madonna Terranuova aufbewahrt, deren Kopien im Raffaelsaal von einem unbekannten Künstler und von Bolte stammen.
Die Vorliebe für Raffael-Gemälde war zunächst mit der um 1800 einsetzenden Epoche der Romantik verbunden, die Raffael in der Malkunst zu ihrem Ideal erhob. Sie entsprach aber auch dem rein persönlichen Geschmack der Könige. Denn obwohl die allgemeine Begeisterung für den Renaissance-Maler beim Bau der Orangerie bereits abgeklungen war, vereinigte Friedrich Wilhelm IV. die über verschiedene Schlösser verstreute Sammlung in einem Raum und verlieh ihr dadurch „den Charakter eines Denkmals und schützte sie [die Malkunst Raffaels] so vor den möglichen negativen Konsequenzen der sich anbahnenden Geringschätzung“ durch den Geschmackswandel. Sicher nicht ganz ohne Einfluss auf die Entscheidung zur Zusammenlegung waren zwei Feierlichkeiten zu Ehren des Renaissance-Malers. Eine Festveranstaltung zum 300. Todestag Raffaels am 18. April 1820 in der Berliner Kunstakademie und vor allem eine Ausstellung im März 1848 in der Rotunde des Alten Museums Berlin, in der unter anderem die Privatsammlung Friedrich Wilhelms III. zum ersten Mal zusammengetragen wurde.
Neben Gemälden wurden auch Plastiken zeitgenössischer Künstler aufgestellt. Die hohe Eingangstür auf der Südseite des Saales, die auf den Säulenhof führt, flankieren die Mundschenke der olympischen Gottheiten, Ganymed und Hebe aus der Werkstatt des Bildhauers Karl Voss. Das Mädchen mit Muschel von Carl Johann Steinhäuser und die Erwartung von Heinrich Berges symbolisieren Hören und Sehen. Heinrich Maximilian Imhof schuf die Prophetin aus dem Alten Testament Miriam und die Gruppe Kind mit Hund erwarb das Königspaar auf seiner Italienreise von Johann Karl Schultz und dem italienischen Bildhauer Luigi Ferrari. In der Mitte des Raffaelsaals stehen auf der Rückenlehne eines wie die Wände mit rotem Seidendamast bespannten Sofas zwei Skulpturen von Heinrich Berges, Bacchus, den Amor das Trinken lehrend und Ein Knabe mit Vogel sowie Herkules, Schlangen tötend von Julius Troschel, der dieses Werk neben drei weiteren im Jahr 1856 auf der Berliner Akademieausstellung zeigte.
Der Raffaelsaal war zu allen Zeiten für Besucher zugänglich und gehört zu den bedeutendsten Museumsräumen in Deutschland mit einer Ausstattung aus dem 19. Jahrhundert, da ähnliche Gemäldesäle aus dieser Zeit in München, Dresden und Berlin, ihr ursprüngliches Aussehen durch Kriegseinwirkung verloren haben.

### Ostseitiges Appartement

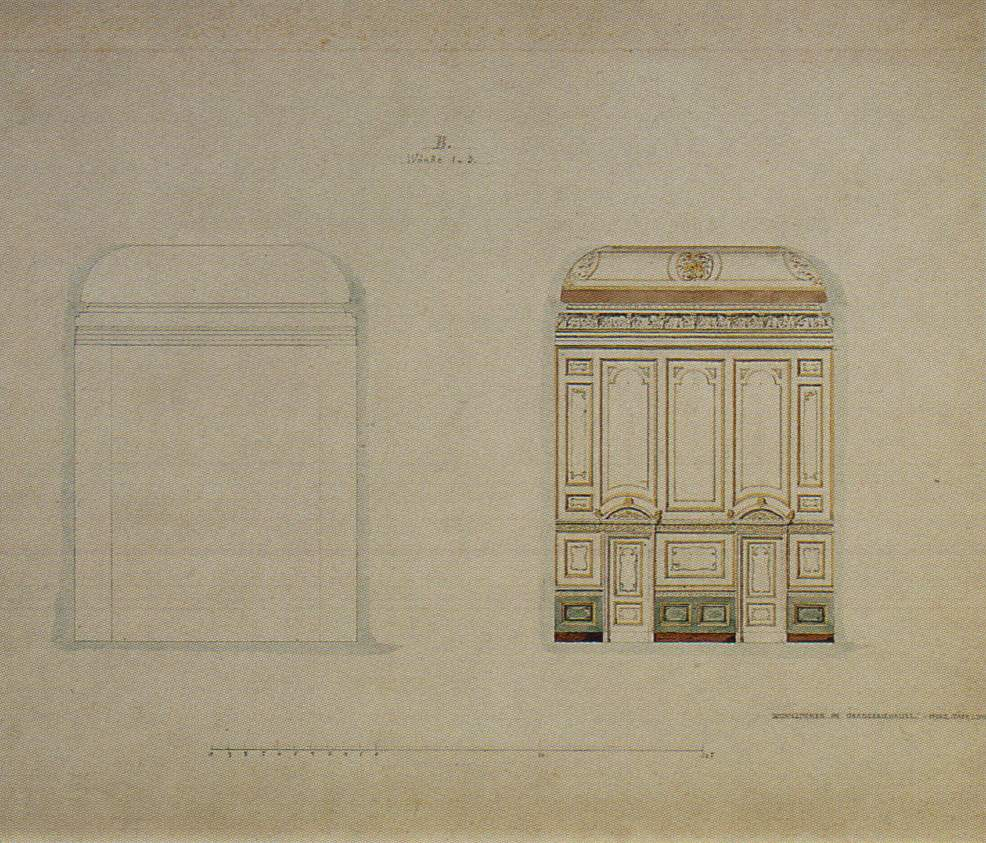
Ein nicht ausgeführter Wandentwurf für das Lapislazulizimmer. Lediglich die Wanddekoration wurde weitgehend übernommen. 1857, Friedrich August Stüler

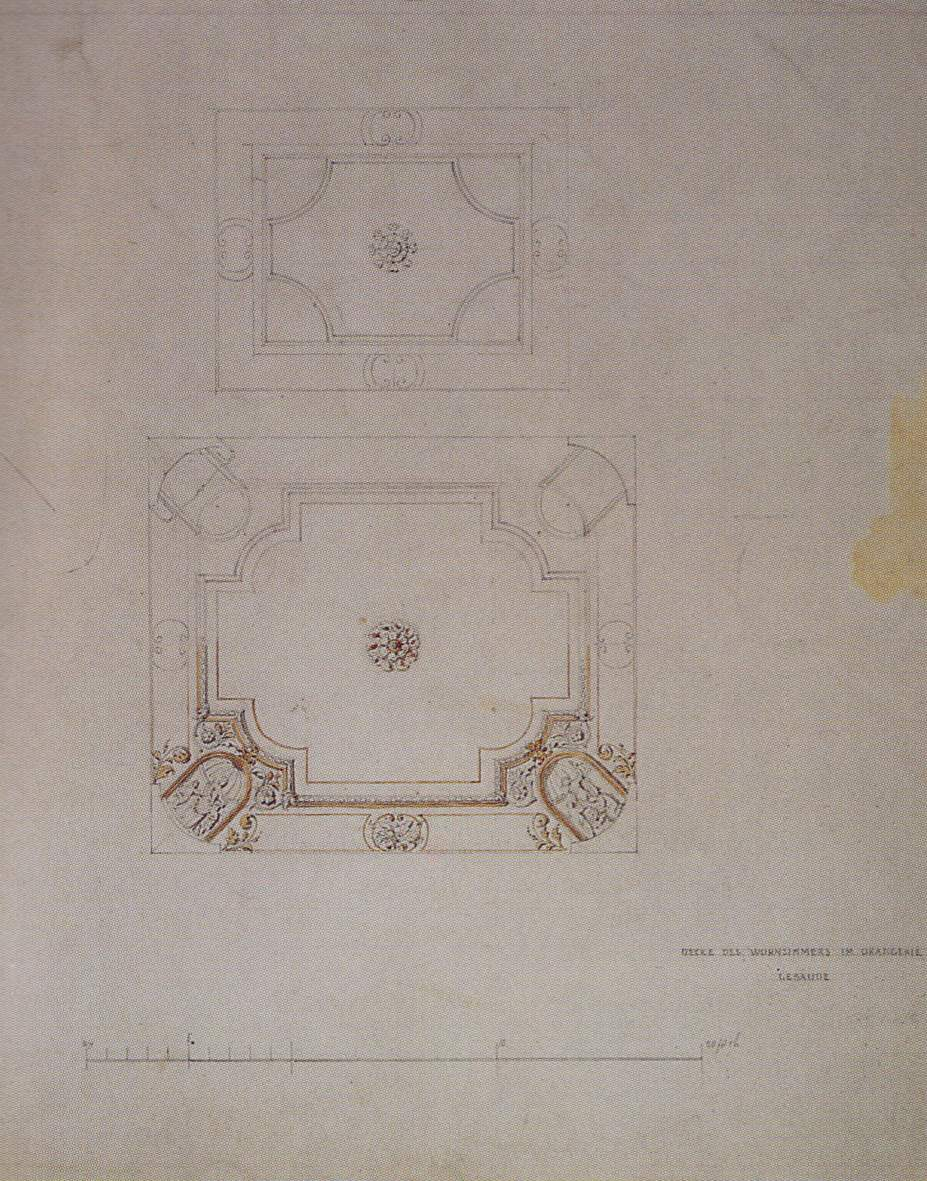
Deckenentwurf für das Lapislazulizimmer. 1857, Friedrich August Stüler

Je eine kleine Tür in der Ost- und Westwand des Raffaelsaals führt in die Wohnappartements. Das im Osten angrenzende Lapislazulizimmer ist der Vorraum zum Malachitzimmer. Die Bezeichnung erklärt sich aus dem dominierenden Blau der Polsterstühle und Vorhangstoffe mit Goldverzierungen, das der Farbe des blauen Schmucksteins angepasst wurde und sich von der weißen, goldornamentierten Holzverkleidung der Wandflächen und Stuckdecken auffallend abhebt. Säulen mit weitem Korbbogen unterteilen den Raum in zwei Hälften, dessen Zimmerecken in der nördlichen Raumhälfte abgerundet sind. Die Stuckornamentierung mit tanzenden Kindern über den Säulen gestaltete Dankberg. Ein Kinderpaar mit einem Lorbeerkranz symbolisiert Sieg und Triumph, ein zweites mit Spaten und Füllhorn den Früchte erntenden Fleiß. An der Decke zeigen vier allegorische Darstellungen Stärke und Tapferkeit mit Keule, Klugheit und Weisheit mit dem Spiegel der Selbsterkenntnis, die Gerechtigkeit mit Gesetzestafeln und Schwert sowie die Hoffnung mit Schriftrolle und Pilgerstab. Flankierende Kinderdarstellungen mit Palmenzweigen und Lorbeerkränzen symbolisieren den Sieg und mit Fackel und Blumen den Frieden. Ein dreiteiliges Fenster in der Nordwand erhielt ein Gesims mit konvex geschwungenem Mittelteil, wodurch das Palladiomotiv aus der Renaissance angedeutet wird. Diese Form, bekrönt mit einer antikisierenden Palmette, wiederholt sich an der Supraporte über der Tür zur außenliegenden Loggia.
Neben dem Blau der Stoffe erscheint die Farbe des echten Lapislazuli in der Platte eines runden Beistelltisches mit einem Gestell aus vergoldetem Zinkguss, für den Karl Friedrich Schinkel um 1825 den Entwurf fertigte. Der Schmuckstein findet sich außerdem an zwei Räuchergefäßen aus einer Toilettgarnitur wieder, die Zar Alexander I. 1803 Königin Luise schenkte. Wie diese Gegenstände sind auch zwei Bronzefiguren ursprünglich nicht für den Raum angefertigt worden. Aus früheren Ankäufen stammt der Schmetterlingsfänger von Julius Franz, den Ludwig Ferdinand Hesse 1851 für den Paradiesgarten erwarb und der 1842 von August Wittzack geschaffene Ballspieler. Eine Statuette Friedrich Wilhelms IV. war dagegen für die Einrichtung der Orangerie bestimmt. Sie zeigt den König als Architekt mit einem Bauplan in der Hand. Das Königspaar bestellte die Figur, die 1860 aus Rom in Potsdam ankam, auf seiner Italienreise bei Karl Cauer.
Das anschließende Malachitzimmer war als Wohn- und Schlafzimmer vorgesehen. Die Wandflächen sind wie im Raffaelsaal mit karminrotem Seidendamast bespannt und im unteren Bereich mit einer weiß lackierten Holzverkleidung versehen, auf die goldgerahmte Rechteckfelder gesetzt wurden. Die Kombination der goldenen Verzierung auf weißem Grund wiederholt sich an der ornamentierten Stuckdecke, in deren Ecken Allegorien die Gartenkunst, die Astronomie, die Musik und die Poesie darstellen. Zur weiteren Ausschmückung kamen edle Steinsorten in den Raum. Je eine Säule und ein Pilaster aus dunkelgrünem Marmor flankieren eine Bettnische. Aus grünem Malachit gearbeitet sind eine Tischplatte, verschiedene Dekorationsstücke sowie die Kaminfront im Stil des Zweiten Rokokos oder Neorokokos, die Goldornamente und eine goldene Kartusche mit einem Adler ziert. Sie sind ebenso Geschenke aus Russland wie eine 93 cm hohe, als Orlez-Vase bezeichnete Kratervase aus Rhodonit, die Zar Nikolaus I. zwischen 1840 und 1853 in der Jekaterinburger Steinschleiferei anfertigen ließ. Das 1855 auf Veranlassung Friedrich Wilhelms IV. im Kabinett der Bildergalerie aufgestellte Gefäß, kam jedoch erst 1930 in das Orangerieschloss. Die russischen Ausstattungsstücke und die Nutzung durch die Zarenwitwe Alexandra Feodorowna, die das Appartement jedoch nur einmal bewohnte, führten in Orangerieführern seit 1957 zu der irrtümlichen Aussage, die Orangerie sei als Gästeschloss für das Zarenpaar erbaut worden, aber „weder die Pläne der Erbauungszeit noch zeitgenössische oder spätere Beschreibungen erwähnen eine solche Absicht.“
Zur weiteren Möblierung gehören vergoldete Sitzmöbel mit rotem Polsterstoff und reich verzierte, vergoldete Spiegel sowie Gemälde und Marmorskulpturen. Eine Gemäldekopie des Raffel-Freskos Der Triumphzug der Galatea in der Villa Farnesina fertigte Heinrich Lengerich 1843 in Rom. Friedrich Wilhelm IV. schenkte die Nachbildung seinem Onkel Wilhelm von Preußen und erhielt sie nach dessen Tod 1851 für seine Sammlung zurück. Ein weiteres Gemälde zeigt die Ansicht der Villa Raffael im Jahr 1843, das Franz Nadorp sechs Jahre vor der Belagerung Roms durch französische und spanische Truppen und der Zerstörung des Gebäudes malte sowie die 1853 geschaffene Hafenansicht von Wilhelm Schirmer. Auch das Königspaar selbst ist auf zwei Porträts von 1843 dargestellt, die der Hofmaler des bayerischen Königs Ludwig I., Joseph Karl Stieler, schuf.
Die Marmorskulpturen im Raum zeigen Darstellungen aus der römischen und griechischen Mythologie, darunter die Büsten Mars und Adonis des dänischen Bildhauers Bertel Thorvaldsen von 1809. Nach dessen Tod 1844 übernahm Carl Johann Steinhäuser die Werkstatt. Von ihm stammt die Figurengruppe Hero und Leander, die er 1848 in erster Ausführung für das Leanderzimmer im Schweriner Schloss fertigte, wo sie heute als verschollen gilt. Ein zweites Liebespaar aus der antiken Mythologie, Amor und Psyche von Karl Hassenpflug, erwarb Friedrich Wilhelm IV. 1858 auf der Berliner Akademieausstellung und der ebenfalls in Rom lebende Bildhauer Julius Troschel schuf 1853 Bacchus im Korb und 1855 Schlafender Faun. Neben Darstellungen aus der antiken Mythologie gab Friedrich Wilhelm IV. eine Marmorgruppe in Auftrag, die zwei Kinder seiner Nichte Charlotte von Preußen und deren Gemahl Georg II. Herzog von Sachsen-Meiningen zeigt. Der aus Meiningen stammende Bildhauer Ferdinand Müller fertigte 1855 die Abbildung des vier Jahre alten Sohnes des Herzogpaares Bernhard und der zweijährigen Tochter Marie Elisabeth. Die Herkunft und Identität einer weiteren Knabenfigur ist unbekannt.

### Westseitiges Appartement

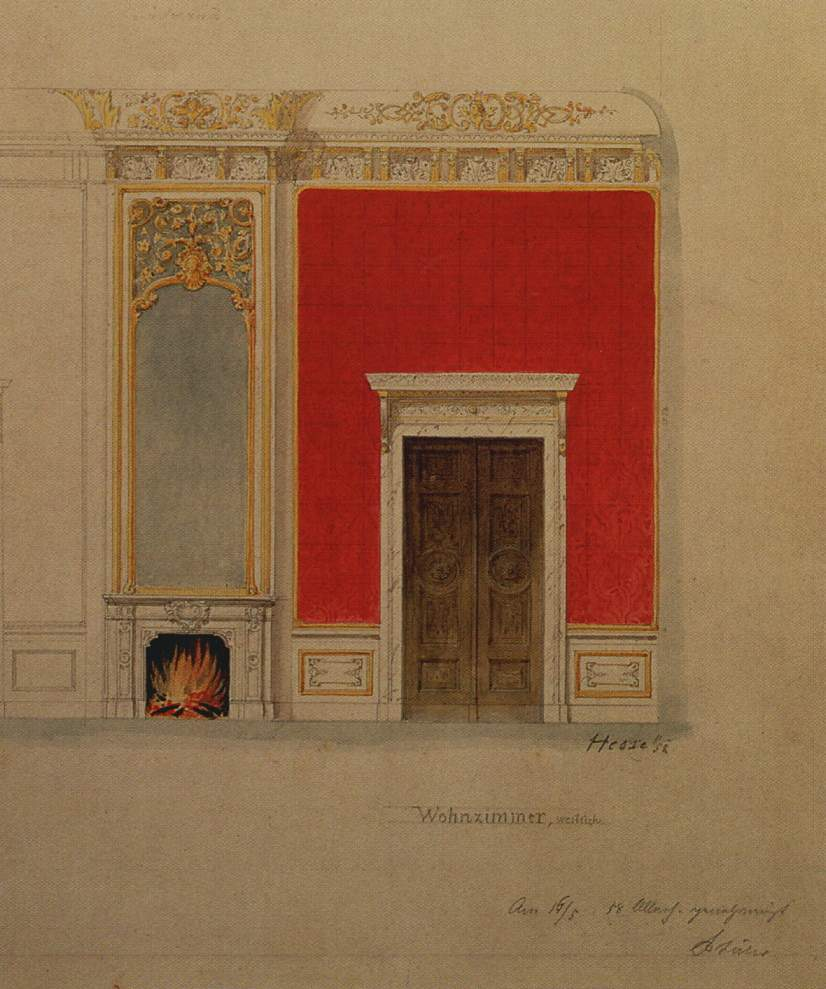
Wanddekoration für das Boullezimmer. 1858, Ludwig Ferdinand Hesse

Das im Westen an den Raffaelsaal grenzende Bernstein- oder Elfenbeinfarbige Zimmer war – wie das Lapislazulizimmer auf der Ostseite – der Vorraum des Appartements. Säulen mit einem weiten Korbbogen unterteilen den Raum auch hier in zwei Hälften. Die Zimmerecken in der nördlichen Raumhälfte sind abgerundet. Die elfenbeinfarbene, mit Goldornamenten verzierte Holzverkleidung der Wände sowie Bernsteinarbeiten an Spiegelrahmen und Tischplatten gaben dem Raum seinen Namen, der eine Ausstattung im Stil barocker Porzellankabinette erhielt. Auf kleinen Wandkonsolen sind Porzellanfiguren aus dem 18. Jahrhundert platziert, die aus der Königlichen Porzellan-Manufaktur Berlin stammen. Die verspielten Szenen im Zeitgeschmack des Rokoko modellierten der spätere Direktor der Kunstakademie Wilhelm Christian Meyer und sein älterer Bruder Friedrich Elias, die beide ab 1761 in die Berliner Manufaktur tätig waren. Nach 1945 kam Nymphenburger Porzellan mit Figuren aus der italienischen Commedia dell’arte von Franz Anton Bustelli hinzu. Chinesische Vasen aus dem 18. Jahrhundert deuten auf das im Rokoko verbreitete Interesse an chinesischer Kunst, die Chinoiserie hin, die das Zweite Rokoko wieder aufnahm. Sie sind in vergoldeten Etageren mit üppiger Schnitzerei ausgestellt, reich verzierte vergoldete Sitzmöbel mit violetten Seidenbezügen sind beigestellt. Neben Porzellanarbeiten aus friderizianischer Zeit wurden zeitgenössische Plastiken aufgestellt, darunter die 1846 in Florenz entstandene Marmorgruppe Dame mit Windhund der Bildhauerin Félicie de Fauveau.
Das anschließende Boullezimmer diente als Wohn- und Arbeitszimmer. Die Wand- und Deckengestaltung ähnelt mit ihren aus rotem Seidendamast bespannten Wandflächen und der weiß lackierten Holzverkleidung im unteren Bereich dem Malachitzimmer. Die Goldornamentierung an der weißen Stuckdecke ist jedoch etwas schlichter gehalten. Der Raum ist mit den namengebenden Boullemöbeln in der Technik des Kunsttischlers André-Charles Boulle ausgestattet, der seine kostbaren Stücke mit Ebenholz, Elfenbein, Perlmutt und Schildpatt furnierte, in das er Metallmarketerien einlegte. Die Einrichtung eines Raumes ausschließlich mit Boullemöbeln war zum einen „ein Phänomen des 19. Jahrhunderts […] und als eine Facette des Historismus, des Neorokoko, einzuordnen“, entsprach zum anderen aber auch dem Gedenken Friedrich Wilhelms IV. an Friedrich den Großen, der diese Möbel ebenfalls als kostbare Handwerksarbeit schätzte und zur Einrichtung seiner Schlösser anfertigen ließ. So stammt ein Schreibtisch, das älteste Möbelstück der Einrichtung, aus dem 18. Jahrhundert. Ein kleiner Glasschrank, Sitzmöbel mit rotem Seidendamast und ein ovaler Tisch kamen 1849 aus Breslau und standen ursprünglich im Schloss Sanssouci, dessen Seitenflügel Friedrich Wilhelm IV. nach der Vergrößerung wie die friderizianischen Räume im Stil des Zweiten Rokoko ausstattete. Für die Boullearbeiten an den Möbeln wurden vermutlich Vorlagen nach Breslau geschickt oder markierte Teile zur weiteren Bearbeitung geliefert. „Die Oberflächengestaltung im „Genre-Boule“ (so die Bezeichnung im Inventar) ist unter die vornehmsten Steine aufgenommen und wurde wie sie als homogenes, natürliches Material begriffen.“ Ein kleiner Schrank mit geschweifter Tür stammt aus einem Ankauf für das Boullezimmer und kam 1860 aus Paris, ebenso das Oberteil einer vergoldeten, mit Ornamenten und plastischen Figuren verzierten Standuhr aus dem 18. Jahrhundert. Zur Gemäldeausstattung gehört eine Kopie der Grablegung Christi, nach dem Original des Raffael-Lehrers Pietro Perugino, die August Wilhelm Julius Ahlborn 1852 malte und die seit 1864 im Boullezimmer nachweisbar ist. Von Eduard Hildebrandt stammen vier Ansichten von Jerusalem, Bethlehem, Nazareth und eine Darstellung aus dem Neuen Testament mit dem Teich Bethesda. Der Künstler schuf die Ansichten 1853, nachdem ihm Friedrich Wilhelm IV. 1851/52 Studienreisen in den Vorderen Orient ermöglicht hatte. Zu den Bildwerken zählt das Mädchen mit Tauben von József Engel, das der König 1859 im römischen Atelier des ungarischen Bildhauers erwarb und eine in Pisa angekaufte Antikenkopie der Niobe aus Alabaster.
Die Wandflächen des darauffolgenden Grünen Schlafzimmers erhielten wieder eine weiß lackierte Holzverkleidung mit aufgesetzten Goldornamenten aus klassizistischen Palmetten und Akanthusblättern sowie Blütenornamenten im Stil des Rokoko. Für die Sitzmöbel und Vorhänge wurde grüner Seidenstoff gewählt, aus dem auch die Steppdecke genäht war. Nach Bedarf wurde im Alkoven ein einfaches Mahagoniholzbett mit Sprungfeder- und Rosshaarmatratzen aufgestellt. Die Wandfläche über dem Korbbogen des Alkovens ziert ein Adler und darüber das Hohenzollernwappen mit Krone, flankiert von Allegorien des Sieges und der Macht. Kartuschen über den Türen und goldgerahmten Spiegeln zeigen die Initialen des Königs Friedrich Wilhelm IV. F.W. IV. R.

## Gebäudenutzung

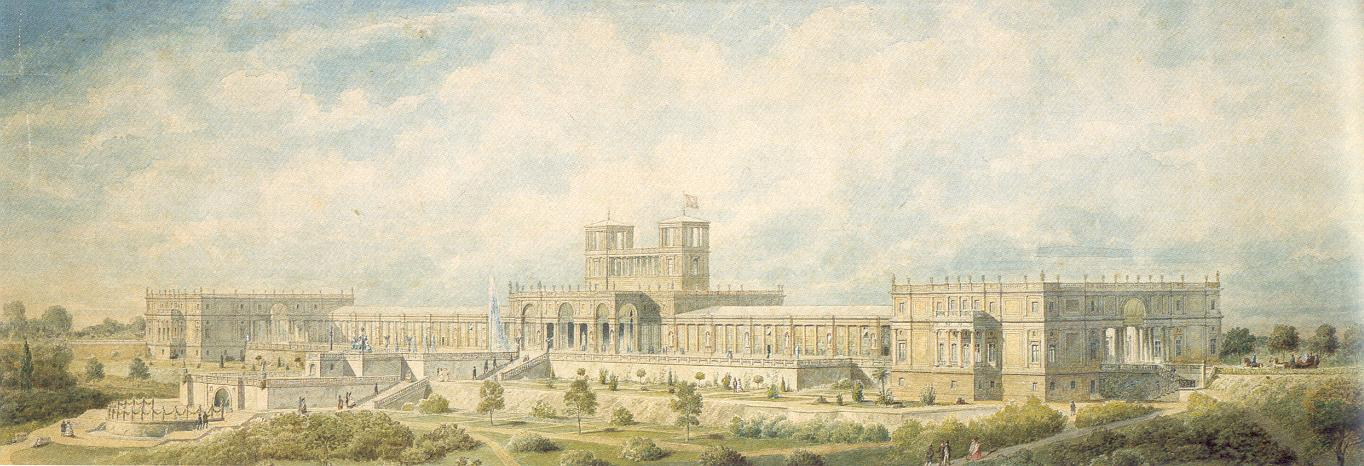
Die Orangerie in Sanssouci. 1862, Ludwig Ferdinand Hesse

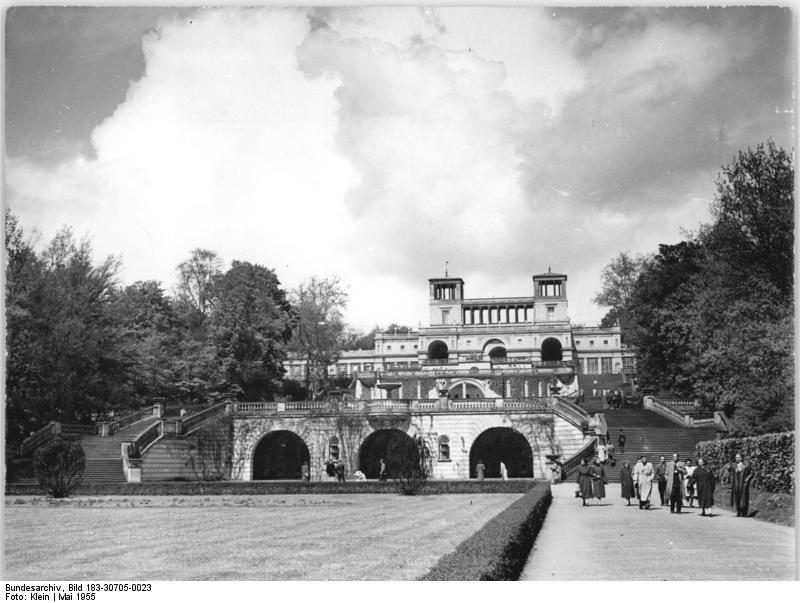
Blick vom „Neuen Stück“ im Park Sanssouci zum Orangerieschloss, 1955

Neben der gärtnerischen Funktion als Pflanzenhalle und der musealen Nutzung des Raffaelsaals diente das Gebäude bis zum Ende der Monarchie einige Male auch zur Unterbringung von Gästen. Bekannt sind die Aufenthalte der Schwester des Königs und Witwe des russischen Zaren Nikolaus I., Alexandra Feodorowna, geborene Charlotte von Preußen im Jahr 1859, Karls I. von Rumänien 1883, Nāser ad-Dīn Schāh von Persien 1889, Umberto I. von Italien 1892 und des „Sühneprinzen“ Zaifeng, 2. Prinz Chun, im September 1901, nach dem Boxeraufstand in China.
Nach dem Ersten Weltkrieg und dem Ende der Monarchie wurde das Vermögen des Hauses Hohenzollern von der neuen Regierung zunächst konfisziert. Nach der Verabschiedung des Gesetz[es] über die Vermögensauseinandersetzung zwischen dem Preussischen Staat und den Mitgliedern des vormals regierenden Preussischen Königshauses vom 26. Oktober 1926, kam das Orangerieschloss in den Besitz des preußischen Staates und anschließend in die Obhut der 1927 gegründeten preußischen Verwaltung der Staatlichen Schlösser und Gärten. Die Pflanzenhallen wurden weiterhin für die Überwinterung der Kübelpflanzen genutzt, der Saal und die angrenzenden Räume des Mittelbaus einschließlich des vorhandenen Inventars als Schlossmuseum zugänglich gemacht und die Eckpavillons, wie zuvor, für Wohnzwecke belassen. Mieter waren in den 1930er Jahren unter anderem der Pianist und Komponist Wilhelm Kempff sowie der Kunsthistoriker und ab 1937 Direktor der Berliner Nationalgalerie Paul Ortwin Rave.
Am Ende des Zweiten Weltkriegs blieb die Orangerie während der Kämpfe um Potsdam im April 1945 weitgehend unbeschädigt, obwohl durch die exponierte Hügellage des Gebäudes die Gefahr von Artilleriebeschuss bestand, dem die benachbarte Historische Mühle im Osten und das westlich gelegene Belvedere auf dem Klausberg zum Opfer fielen. 1949 zog ein Teil des Landesarchivs Brandenburg, heute Brandenburgisches Landeshauptarchiv, in die östliche Pflanzenhalle, die durch eine Verringerung der pflegeaufwändigen Kübelpflanzen nach 1900 zur Verfügung stand. 1989 machte die zunehmende Menge der Archivalien die Auslagerung an einen zweiten Standort nötig, bis sie schließlich 1993 und weiteres Material 2003 nach Bornim verlagert wurden. Dem Brandenburgischen Landeshauptarchiv stand seitdem der östliche Eckpavillon zur Verfügung. Nach Eröffnung eines weiteren Standortes im Wissenschaftspark Golm gab das Brandenburgische Landeshauptarchiv die Orangerie als Standort 2010 endgültig auf. In der Pflanzenhalle überwintern wieder die Kübelpflanzen, die nach der Wende den Bestand wie zu Zeiten Friedrich Wilhelms IV. erreichten. Nach umfassenden Renovierungsarbeiten im Innern der Orangerie 1993 werden die Zimmer in den Zwischen- und Obergeschossen des Mittelbaus als Depot-, Personal- und Büroräume genutzt. Im Turm steht seit 1975 eine Galerie zur Verfügung, in der wechselnde Sonderausstellungen stattfinden; im Westpavillon sind weitere Ausstellungsräume und Wohnungen untergebracht. Der Säulenhof und die oberste Terrasse bieten Platz für Freiluft-Konzerte der Musikfestspiele Potsdam Sanssouci und andere Veranstaltungen.

## Außenanlagen

### Nordseite

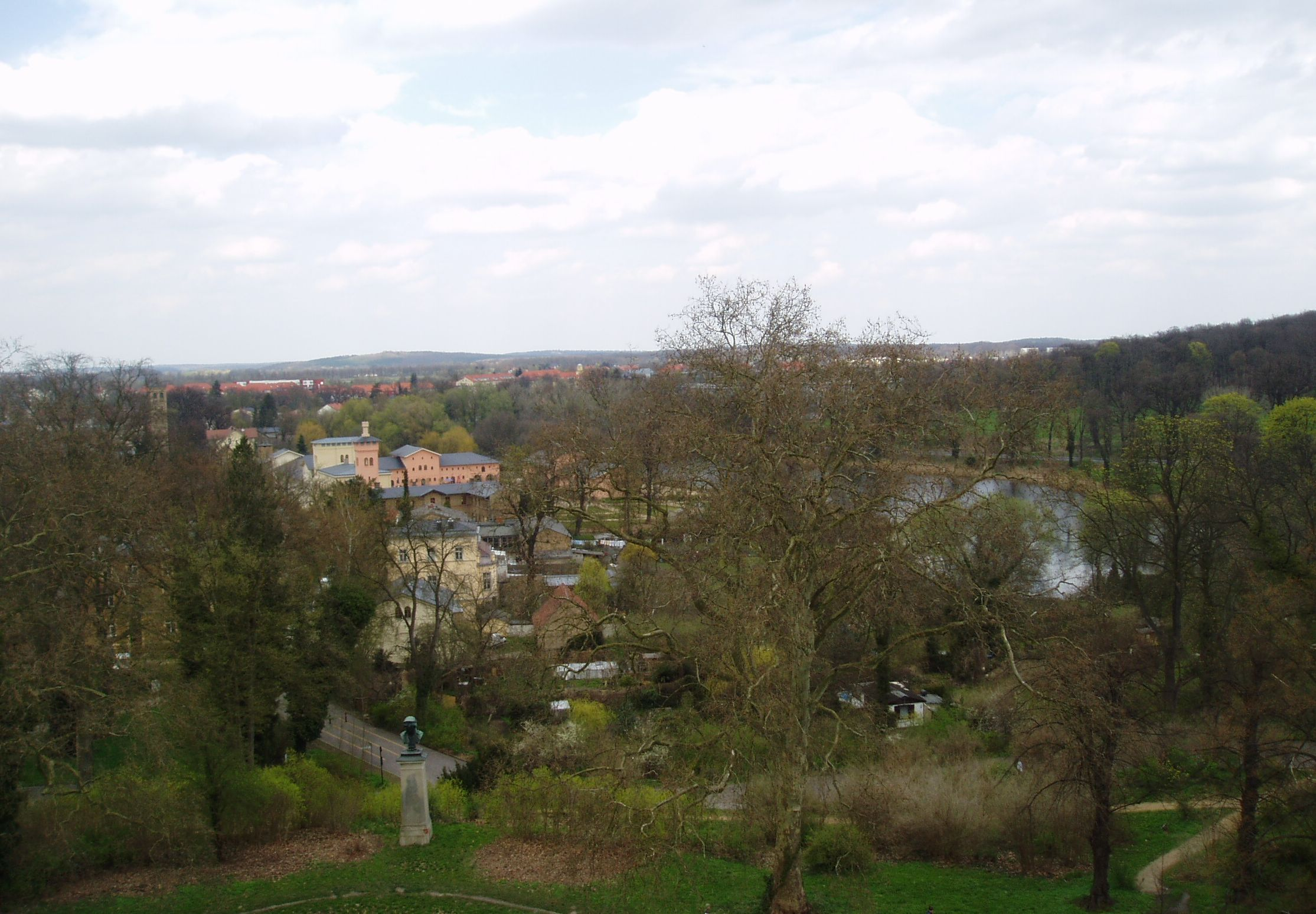
Blick von der Turmgalerie nach Norden zum Krongut Bornstedt. Im Vordergrund die Büste der Juno Ludovisi

Parallel zum Bau der Orangerie gingen die Gartenarbeiten auf der insgesamt etwa drei Hektar großen, unmittelbar am Gebäude liegenden Fläche vor sich, die auf der Nordseite noch vor dem Bauabschluss beendet wurden. Ein geplantes Wasserbassin mit einer nach Norden gehenden halbkreisförmigen Ausbuchtung wurde nie ganz ausgehoben, sodass es bei einer Bodenvertiefung blieb. Im Frühjahr 1851 begann die Gestaltung des Geländes und die Anlage schmaler, geschwungener Fußwege. Gartenkondukteur Gustav Meyer und Hofgärtner Emil Sello übernahmen in Lennés Auftrag die Bepflanzung um das geplante Bassin mit beidseitigen Lindenalleen und weiteren größeren Bäumen und Sträuchern. Die Anlage war in Anlehnung an ein Heraion gestaltet, ein der griechischen Göttin Hera geweihter Tempel. Am Rand der Bassinausbuchtung wurde auf einem hohen Sockel um 1858 die Büste ihres Pendants aus der römischen Mythologie, die Juno Ludovisi, aufgestellt. Die galvanoplastische Arbeit von 1849 stammt aus der Berliner Firma von Julius Winkelmann und entstand nach dem von Christian Daniel Rauch 1842 ergänzten römischen Vorbild aus der Zeit zwischen 30 und 45 n. Chr. im Nationalmuseum Rom. Von der Büste führt eine Sichtachse zur Kirche und zum Krongut Bornstedt.

### Südseitige Terrassen
Wie die Architektur skizzierte Friedrich Wilhelm IV. auch die Gestaltung der südseitigen Terrassen nach Motiven aus dem Garten der Villa d’Este in Tivoli. Die ursprünglich großzügig geplante Terrassenanlage mit einer Bepflanzung in den streng geometrischen Grundformen der Renaissancegärten, Brunnen und Bildwerken korrigierte der König nach seiner Italienreise 1859, kurz vor seinem Tod, noch selbst. Friedrich August Stüler erarbeitete neue Entwürfe mit reduzierten Maßen, wie sie sich heute darstellen. Nach den Vorarbeiten 1848/49 ruhte die Anlage zunächst, weil sie vom Bauablauf abhängig war und konnte erst zwischen 1860 und 1862 ausgeführt werden. Die Ausschmückung der Terrassen wurden ebenfalls sparsamer ausgeführt. Durch seine Krankheit war Friedrich Wilhelm IV. nicht mehr in der Lage, sich um deren Ausstattung zu kümmern und nach seinem Tod wollte sein Bruder Wilhelm I. das Projekt zügig und mit geringem Kostenaufwand zu Ende bringen.

#### Obere Terrassenebene

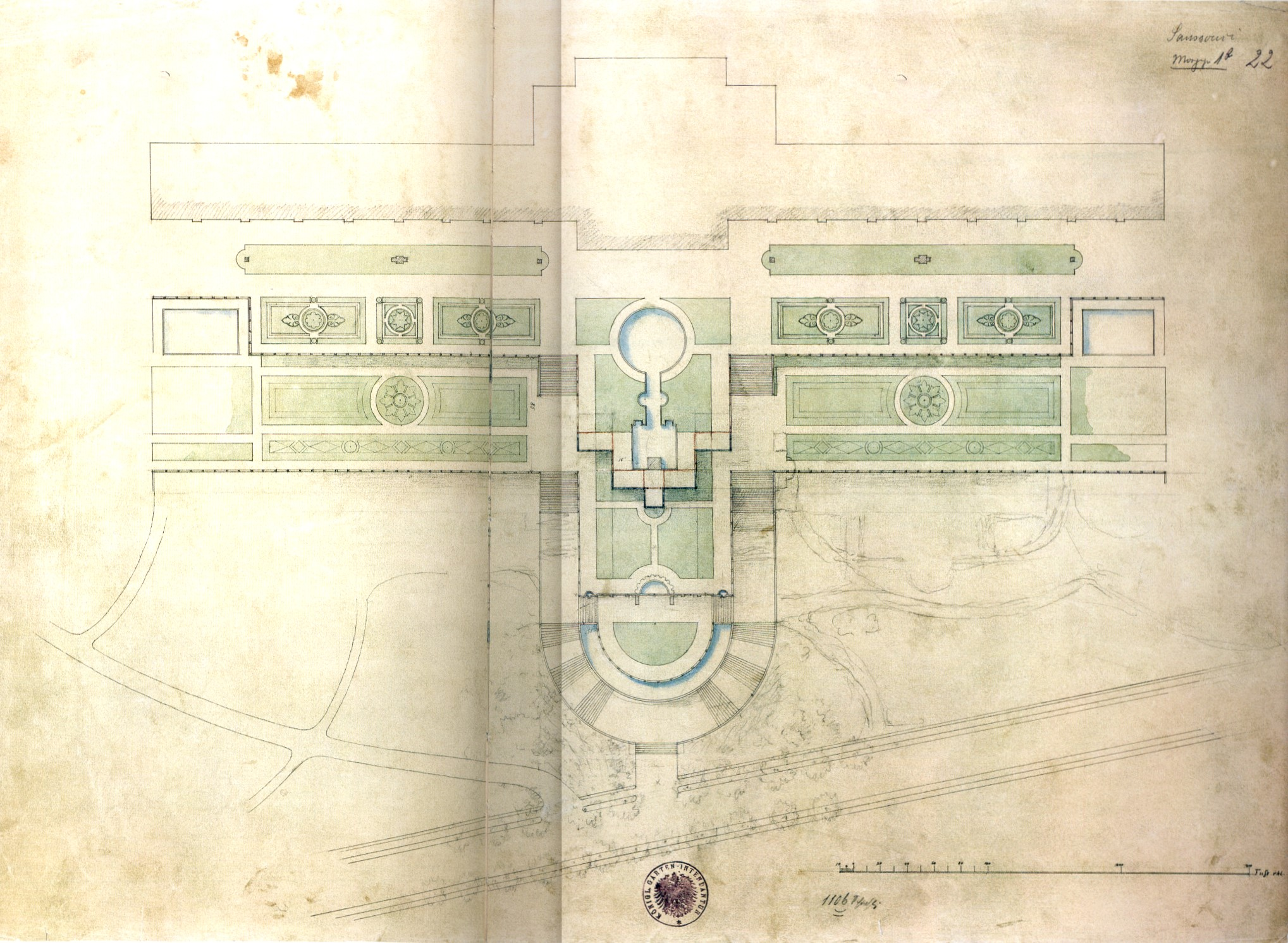
Terrassen vor dem Orangerieschloss, um 1865, Zeichnung von Gustav Meyer

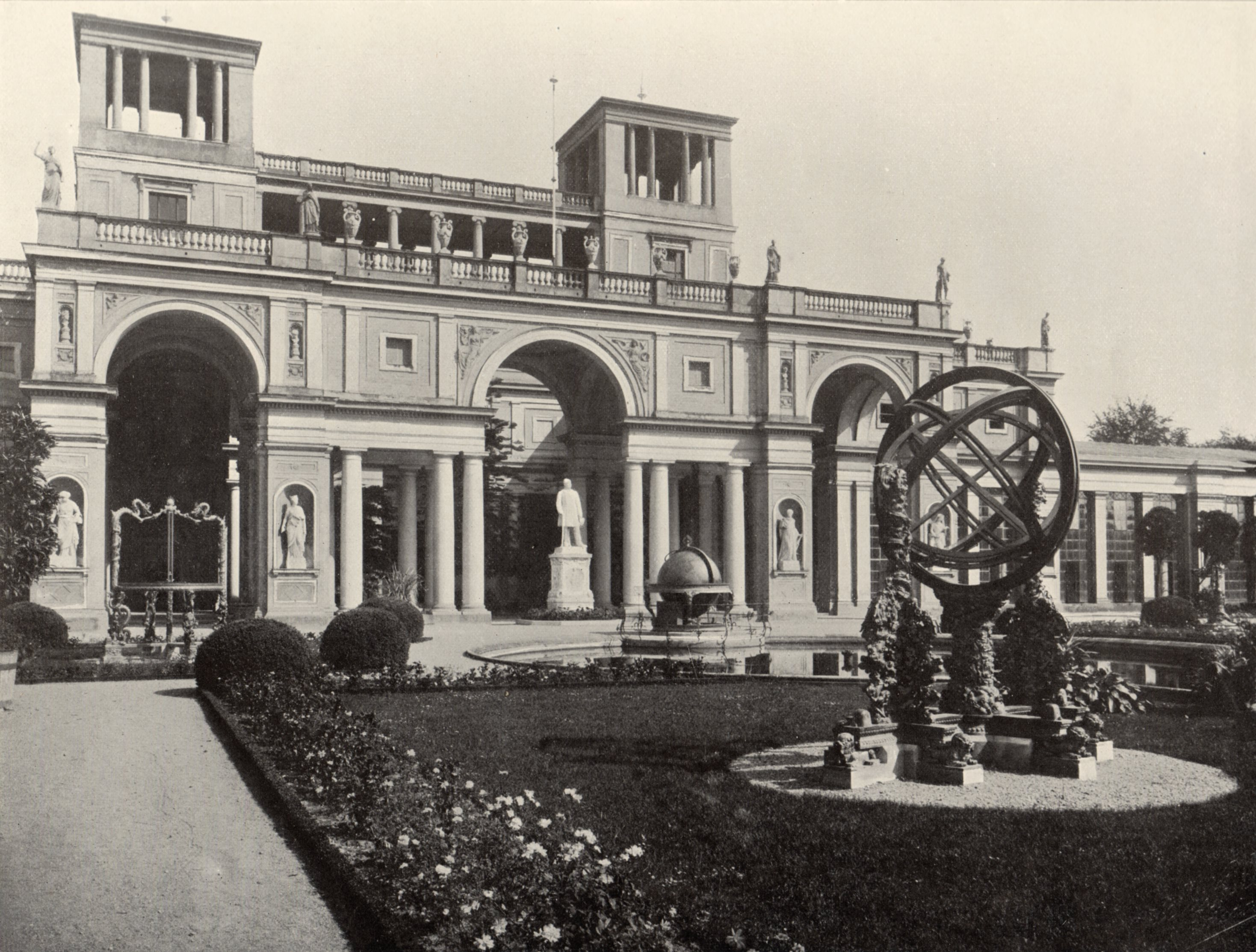
Astronomische Geräte auf der oberen Terrassenebene, 1904

Eine doppelläufige Treppe verbindet die Terrassen auf drei abgestuften Ebenen mit einem Höhenunterschied von circa 4,50 Metern. Auf der oberen, 240 Meter langen Orangerieterrasse, die in der Achse zum Mittelbau weit nach Süden vorkragt, wurde ein längliches, in verschiedenen geometrischen Formen gestaltetes Wasserbassin mit Fontänenanlage ausgehoben. Auf einem Postament schmückte die Figurengruppe des Farnesischen Stiers den südlichen Beckenrand. Das 1856 in der Berliner Zinkgießerei Moritz Geiß hergestellte Werk war jedoch schon um 1904 verfallen und musste abgetragen werden. Die Gruppe gehörte zu den wenigen Bildwerken, die Friedrich Wilhelm IV. für diesen Standort bestimmt hatte. Zwei hohe Säulen aus sogenanntem Zwiebelmarmor (Cipollino) an den Ecken der umgrenzenden Balustrade, bekrönt mit einer Flora und einer Pomona aus Terrakotta, mussten aus Sicherheitsgründen in den 1950er Jahren ebenfalls entfernt werden. Heute stehen auf der westlichen Treppenwange ein Bronzenachguss der Kranzwerfenden Viktoria, die 1846 von August Fischer nach einem Modell von Christian Daniel Rauch gefertigt wurde und auf der Brüstung nahe dem westlichen Eckpavillon ein Zinknachguss Ausruhender Satyr von 1857 aus der Potsdamer Gießerei Friedrich Kahle. Als Pendant stehen auf der östlichen Treppenwange ein 1836 gefertigter Bronzenachguss der Fliegenden Viktoria von August Fischer und auf der Brüstung nahe dem östlichen Eckpavillon eine marmorne Flora, die Eduard Stützel 1861 nach einem Entwurf von Ferdinand Hieronymus Schindler schuf. Vier marmorne Reliefvasen mit Puttenszenen auf der Rasenfläche wurden erst um 1900 gefertigt und 1905 auf Sockeln aufgestellt. Seit 1873 erinnert ein marmornes Standbild vor dem Mittelbau an den Erbauer Friedrich Wilhelm IV., dargestellt als Privatmann, mit Spazierstock und Hut in der Hand – ein Auftrag seiner Witwe Elisabeth Ludovika an Gustav Blaeser. Den Sockel schmücken Reliefs mit Allegorien der Musik, Gartenkunst, Bildhauerei und Baukunst.
Das Denkmal Friedrich Wilhelms IV. ersetzte eine Kopie der Germanenfürstin Thusnelda, die ursprünglich auf Wunsch des Königs im Säulenhof des Mittelbaus platziert war. Die Kopie fertigte Albert Wolff 1858/59 auf Bestellung der Königin, die diese Statue auf der Italienreise in den Florentiner Uffizien gesehen hatte. Nach der Aufstellung des Denkmals für Friedrich Wilhelm IV. kam sie zunächst auf die westliche Terrassenseite und 1904 in den Park Sacrow. Eine letzte Ausstattung erfolgte unter Kaiser Wilhelm II., als er 1901 auf der obersten Terrasse astronomische Geräte platzieren ließ, die ein deutsches Expeditionscorps in China während des Boxeraufstands geraubt hatte. Nach dem Ersten Weltkrieg mussten sie jedoch 1920 nach den Bestimmungen des Friedensvertrags von Versailles zurückgegeben werden.

#### Mittlere Terrassenebene
Der Architekt Ferdinand von Arnim, den Hesse zu seiner Entlastung hinzuzog, übernahm die Gestaltung des Altans. In die Stützmauer wurde auf jeder Seite eine Nische eingefügt und diese auf der West- und Ostseite mit einem Wandaufbau im Stil einer Ädikula umrahmt. Im Westen schmückte er die Wandnische mit einer nach 1850 in Berlin entstandenen galvanisch verkupferten Zinkfigur Knabe mit Krug und einem mit Girlanden verzierten Steinsarkophag aus dem 1. bis 2. Jahrhundert v. Chr., der, wie sein Pendant auf der Ostseite, 1856 aus Smyrna, dem heutigen İzmir gekommen waren. Im davor liegenden Brunnenbecken wurde eine um 1845 von Franz Woltreck geschaffene Bronzefigur des Triton mit Muschel aufgestellt. Die Ostseite bekam einen Zinknachguss aus der Gießerei Kahle, Najade mit Krug, nach einem Modell von Christian Daniel Rauch aus dem Jahre 1839, den Girlandensarkophag aus Smyrna und eine Kopie des Triton aus Zink. Die einfacher gestaltete apsidenförmige Brunnennische auf der Südseite wurde mit einem wasserspeienden Löwenkopf ausgestattet. Zwei 2,55 Meter hohe Kratervasen aus Zinkguss, auf der Rasenfläche westlich und östlich der Treppen, gehören ebenfalls zur Erstausstattung von 1862. Die Modelle für die weiß gefassten, mit Trauben, Blattwerk und Bacchusköpfen verzierten Zinkgussvasen, fertigte Friedrich Wilhelm Dankberg nach dem Entwurf von Ludwig Ferdinand Hesse. Der Guss erfolgte 1848 in der Werkstatt von Siméon Pierre Devaranne.

#### Untere Terrasse

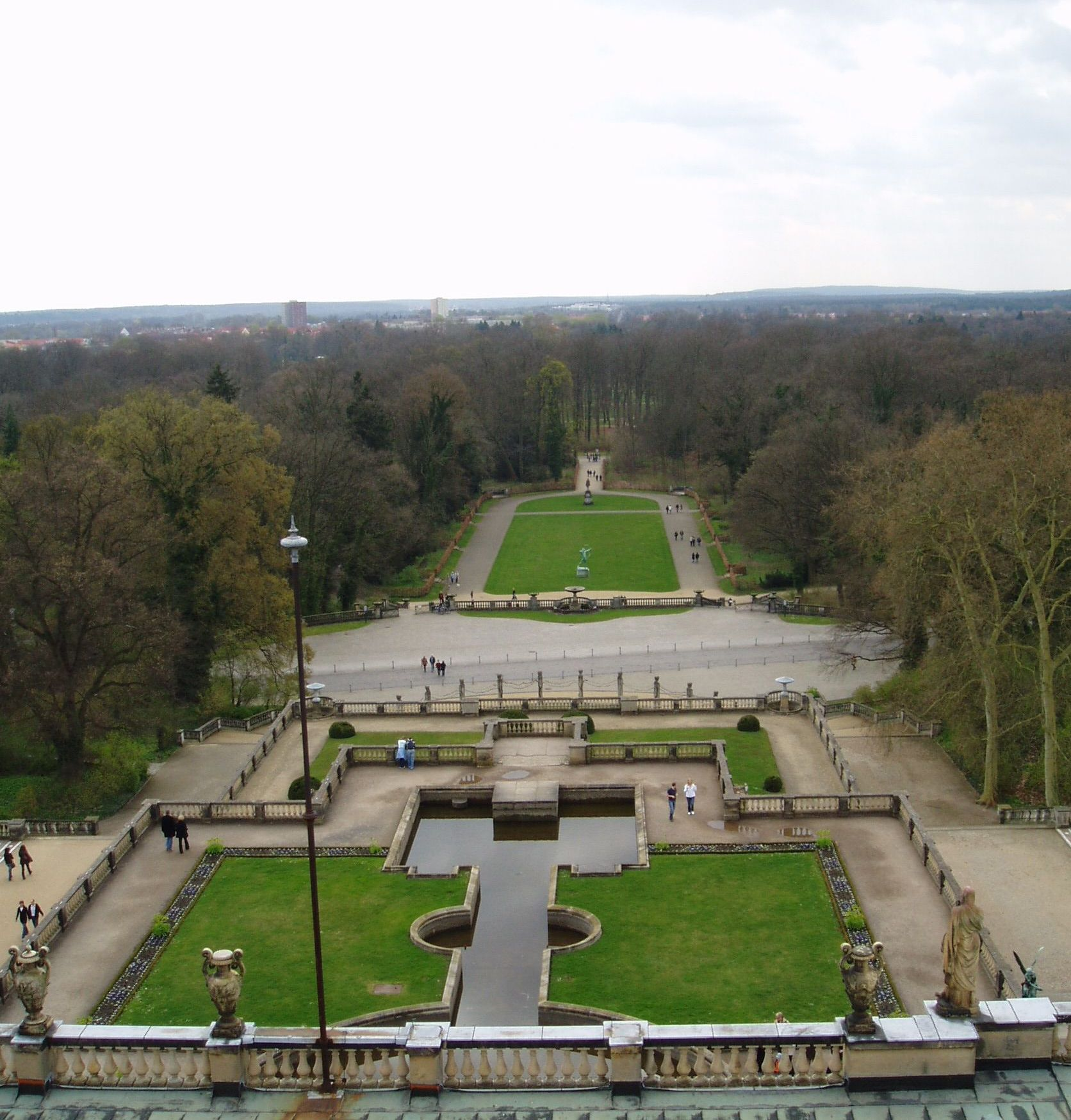
Blick von der Turmgalerie über die Orangerieterrassen und Jubiläumsterrasse in den Park Sanssouci

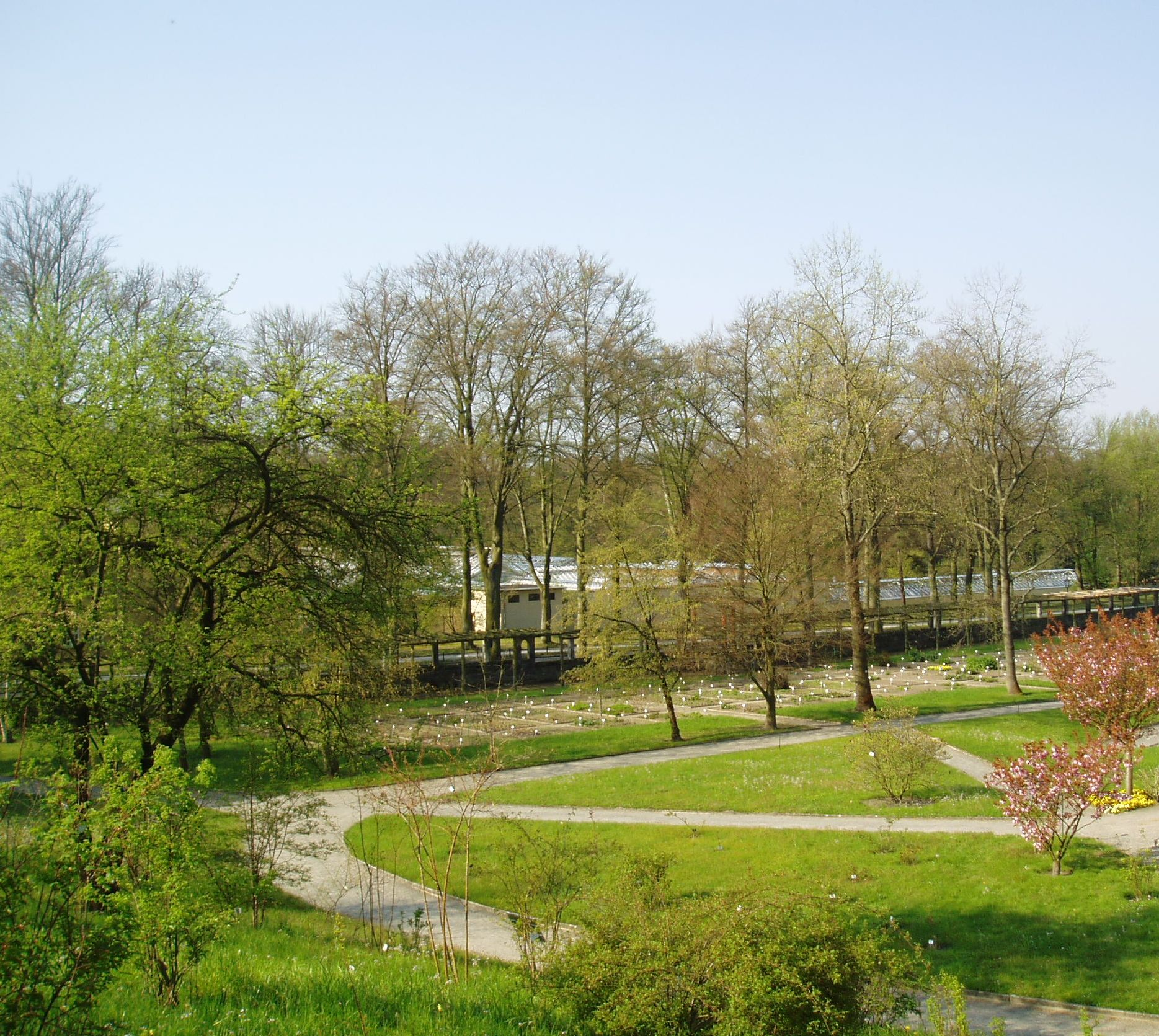
Der als Schau- und Lehrgarten von der Universität Potsdam genutzte Paradiesgarten

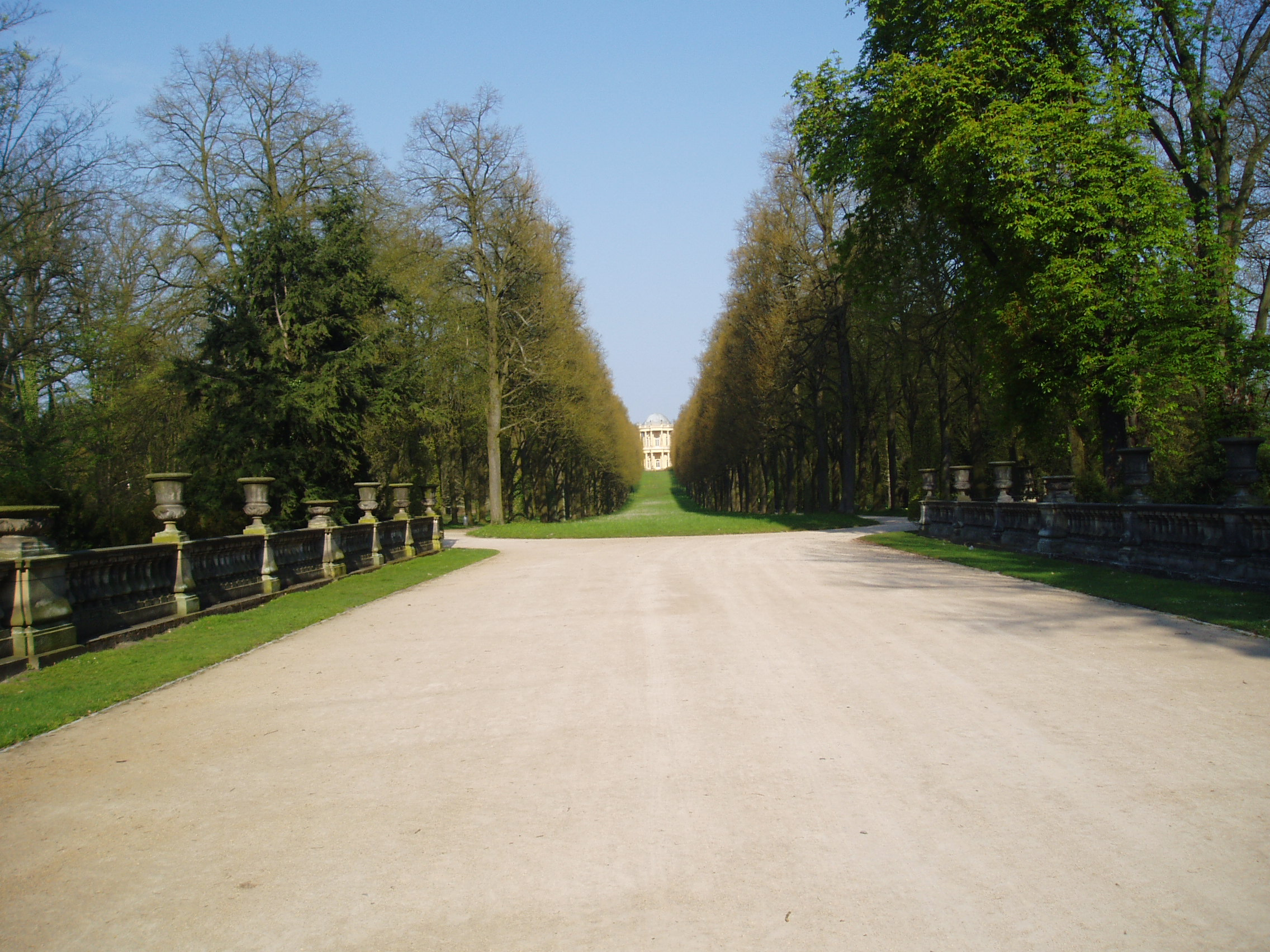
Sichtachse vom Orangerieschloss nach Westen zum Belvedere auf dem Klausberg mit der Kronprinzenbrücke im Vordergrund

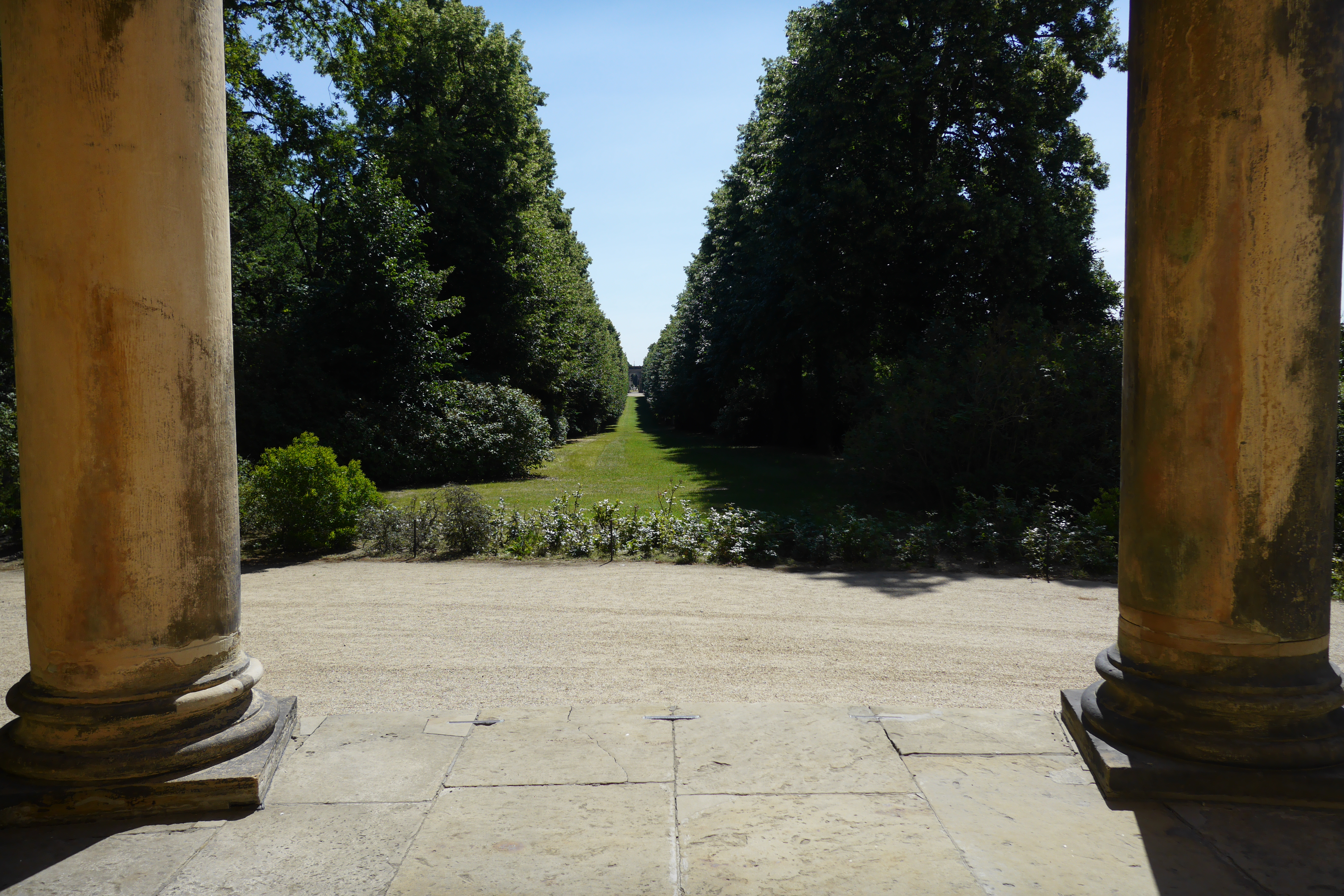
Sichtachse in der Gegenrichtung vom Belvedere

Axial zu den Kratervasen wurde auf der untersten Rasenebene je eine halbkreisförmige Steinbank, eine Exedra, aufgestellt. Die halbkreisförmig auslaufende Treppenanlage stößt an die Maulbeerallee, die in diesem Bereich die 1913 fertiggestellte Jubiläumsterrasse durchquert. Sie wurde aus Anlass des 25-jährigen Regierungsjubiläums Kaiser Wilhelms II. gebaut. Nach langer Vorplanung und verschiedenen nicht ausgeführten Entwürfen, unter anderem von Georg Potente, entwickelte sich nach den Vorschlägen des Hofarchitekten Albert Geyer und des Hofgartendirektors Heinrich Zeininger schließlich die elliptische Form des Platzes mit seinen neobarocken Ausschmückungen. Eine doppelläufige Treppe führt in das „Neue Stück“, eine Rasenfläche in der Form eines Hippodroms, das nach Süden in den friderizianischen Parkteil Sanssouci reicht.
Das halbrunde Treppenparterre mit vorgelagertem Wassergraben begrenzen vierzehn Götterhermen aus Muschelkalk, die durch Festons aus Weinreben miteinander verbunden sind. Erich Geiseler schuf sie 1928 im neoklassizistischen Stil und ersetzte Sandsteinhermen aus der Zeit Wilhelms I. Auf dieser Terrassenebene wurde in die Stützmauer eine apsidenförmige Brunnennische eingelassen, die im Innern ein Steinrelief und fünf wasserspeiende Wolfsköpfe aus Bronze schmücken. Zwei Tondi tragen einen männlichen und einen weiblichen Bacchantenkopf.

### Angrenzende Gartenbereiche
Zur Verschönerung des unmittelbar an die Terrassenanlage grenzenden Areals entwarf Peter Joseph Lenné Pläne für das Paradeisgärt’l, auch Paradiesgärtlein oder Paradiesgarten, im Südwesten und den Nordischen Garten im Osten. Der etwa 2,5 Hektar große Paradiesgarten wurde ab 1841 nach den Wünschen Friedrich Wilhelms IV. als umfriedeter Nutzgarten im italienischen Stil angelegt, in dem Hermann Sello in Lennés Auftrag südliche Nutzpflanzen anbauen ließ. Die architektonische Gestaltung erfolgte zwischen 1841 und 1848 mit einem Atrium, das Ludwig Persius nach Vorgaben des Königs entwarf, einer Pergola entlang der Mauer zur Maulbeerallee und einer 1846 von Ludwig Ferdinand Hesse gestalteten Wassertreppe. Der Paradiesgarten ist Teil des Botanischen Gartens der Universität Potsdam.
Nach dem Abriss alter Orangerie- und Treibhäuser aus der Zeit Friedrichs des Großen entstand nach Lennés Plänen 1860/61 der Nordische Garten und südlich davon, auf der gegenüberliegenden Seite der Maulbeerallee, der schon ab 1856 angelegte Sizilianische Garten, auch Italienischer Garten genannt, mit einer Gesamtfläche von etwa 2,5 Hektar. Diese Gartenbereiche haben ein Nord-Süd-Gefälle. Der Nordische Garten erhielt eine Bepflanzung mit immergrünen Nadelgehölzen und der Sizilianische Garten, als mediterrane Schmuckanlage, Kübelpalmen und weitere südländische Gewächse sowie Skulpturenkopien antiker Bildwerke. Im Zusammenhang mit dem Höhenstraßenprojekt geplante Gebäude im Nordischen Garten, wie ein Nymphäum und ein Logierhaus, wurden nicht ausgeführt.
Die Umgestaltung des nach Westen anschließenden Geländes zwischen dem Orangerieschloss und dem Belvedere auf dem Klausberg kam nicht zur Ausführung. Vorhanden war eine in friderizianischer Zeit gepflanzte vierreihige Pappelallee, die vom Belvedere nach Osten zum Orangerieschloss führte und der für Obstzucht und Weinanbau kultivierte Südhang. Obergärtner Hermann Sello vergrößerte die Gartenanlage 1827 mit weiteren Obstbäumen und Carl Fintelmann legte noch vor 1850 eine terrassierte Nutzgartenfläche unterhalb des Drachenhauses an. Im Höhenstraßenprojekt war für diesen Geländeabschnitt ein Viadukt bis zum Belvedere vorgesehen, mit vorgelagerten Ruhe- und Aussichtsplätzen auf der Südseite sowie eine Wasserkaskade unterhalb des Aussichtsgebäudes. Eine Bepflanzung mit Pyramidenpappeln und Ulmen sollte in der Landschaft ein italienisierendes Bild erzeugen. Erst in der Regierungszeit Wilhelms II. kam es zwischen 1895 und 1905 am Südhang zu umfangreichen Veränderungen, als der Kaiser drei lange und mehrere kleine Gewächshäuser mit Dampf- und Warmwasserheizungen errichten ließ.
Die landschaftsgärtnerische Umgestaltung des gesamten 85 Morgen großen Geländes erfolgte zwischen 1902 und 1908. Mit der Planung des Projekts „Drachenberg“ wurde Hofgartendirektor Gustav Adolf Fintelmann beauftragt, der die Leitung der Arbeiten 1904 Obergärtner Georg Potente übertrug. Potente ließ die Pappeln aus friderizianischer Zeit entfernen und zwei von Westen nach Osten parallel laufende Krimlindenalleen anlegen. Über die freie Rasenfläche in der Mitte entstand eine Sichtachse zwischen dem Belvedere und dem Orangerieschloss. Zur Überbrückung des Kronprinzenwegs, der entlang der Nordseite des Paradiesgartens verläuft und unmittelbar an der Westseite des Orangerieschlosses in einem Geländeeinschnitt nach Nordosten führt, wurde 1905/06 die breite Kronprinzenbrücke errichtet. Leichte Bodenmodellierungen auf beiden Seiten der Krimlindenallee, eine Bepflanzung mit Sträuchern, Frühblühern sowie Laub- und Nadelbaumgruppen auf den Wiesenflächen und Findlinge aus der Saarmunder Heide, sollen ein nordisches Landschaftsbild vermitteln. 1945 begann der Verfall. Ein langes Gewächshaus ging als Reparationsleistung in die Sowjetunion und die übrigen Glashäuser wurden abgebaut, um die Metallteile für andere Zwecke verwenden zu können. Das in Erinnerung an den verantwortlichen Gärtner später „Potentestück“ genannte Areal verwilderte zusehends. 1986 begannen mit der Beseitigung des Wildwuchses erste Wiederherstellungsarbeiten. 1996/97 bekam das Gelände sein landschaftliches Aussehen wie in wilhelminischer Zeit zurück.

## Filmkulisse
Das Orangerieschloss in Sanssouci ist in zahlreichen Film- und Fernsehproduktionen als Motiv wiederzuerkennen. Im Jahr 2003 drehte Studio Babelsberg als Koproduzent zwei internationale Kinofilmproduktionen. Während im Juni 2003 die westliche Palmenhalle und die obere Terrassenanlage mit den Triumphbögen als Kulissen für Szenen mit Arnold Schwarzenegger und Jackie Chan in dem Film In 80 Tagen um die Welt diente, folgten hier im November 2003 Dreharbeiten für Beyond the Sea – Musik war sein Leben mit Kevin Spacey. 2008 entstanden ebenfalls vor dem Orangerieschloss Szenen zur Neuverfilmung des Simmel-Romans Und Jimmy ging zum Regenbogen mit Dennenesch Zoudé und Heino Ferch in den Hauptrollen, während 2010 Matthias Brandt in der Rolle des Kaisers Friedhelm in der ARD-Märchenneuverfilmung Des Kaisers neue Kleider die großen Treppen vor dem Orangerieschloss herunter schritt. Im 2015 erschienenen Mehrteiler Deutschland 83, ein Spionagedrama der Babelsberger UFA über die NATO-Manöver während des Kalten Krieges und die angespannte politische Lage nach dem NATO-Doppelbeschluss, treffen sich zwei Agenten der Hauptverwaltung A, gespielt von Alexander Beyer und Jonas Nay, an den Brüstungen der oberen Terrassen zu einem wichtigen Informationsaustausch.